# Llista dels decrets que oficialitzen els topònims en valencià
Aquesta llista dels decrets que oficialitzen els topònims en valencià recull les disposicions que regulen els canvis del nom oficial dels topònims del País Valencià per fer oficial el seu ús en valencià. La llista està ordenada: Primer, el marc més general o reglaments que han regulat el procediment per a l'alteració del nom dels municipis. Segon, les disposicions que han oficialitzat el nom dels municipis. Tercer, els decrets d'adaptació d'altres nuclis poblacionals.
També s'hi han afegit, pel seu interés, els municipis que han modificat el topònim, però mantenint-lo en castellà, perquè pertanyen a la zona de predomini lingüístic en castellà.

## Reglaments del procediment per a canviar el nom oficial dels municipis
Hi ha tres decrets del Consell de la Generalitat Valenciana que regulen la modificació dels municipis del País Valencià per poder-los adaptar al valencià, tot i que cal tenir en compte que cada decret deroga l'anterior:
- Decret 74/1984, de 30 de juliol, del Consell de la Generalitat Valenciana, pel qual es regula el procediment per a l'alteració del nom dels municipis.

Publicat al Diari Oficial de la Generalitat Valenciana, DOGV, número 185, el 16 d'agost de 1984.
- Decret 58/1992, de 13 d'abril, del Govern valencià, pel qual es regula el procediment per a l'alteració del nom dels municipis.

Publicat al Diari Oficial de la Generalitat Valenciana, DOGV, número 1.775, el 5 de maig de 1992.
- Decret 69/2017, de 2 de juny, del Govern valencià, pel qual es regulen els criteris i el procediment per al canvi de denominació dels municipis i altres entitats locals de la Comunitat Valenciana.

Publicat al Diari Oficial de la Generalitat Valenciana, DOGV, número 8.068, el 22 de juny de 2017. 
 

## Disposicions d'alteració del nom dels municipis
Llista ordenada cronològicament de les disposicions, primer del Consell de ministres, i després del Consell de la Generalitat Valenciana, que han modificat el nom oficial al valencià o a la forma bilingüe.

### Acords del Consell de Ministres espanyol (1977-1981)
Hi han hagut tres municipis que adaptaren el seu nom abans que la competència fora assumida per la Generalitat Valenciana en 1982, amb l'aprovació del seu Estatut d'Autonomia.
1. la Font d'en Carròs, 23 de desembre de 1977 
Acord del Consell de Ministres del 23 de novembre de 1977, pel qual s'aprova el canvi de nom de Fuente Encarroz pel de la Font d'En Carròs.[1][2]
2. Torrent, 2 de febrer de 1979
Acord del Consell de Ministres del 2 de febrer de 1979, pel qual s'aprova el canvi de nom de Torrente pel de Torrent.[3]
3. l'Alcúdia, 3 d'octubre de 1980
Acord del Consell de Ministres del 3 d'octubre de 1980, pel qual s'aprova el canvi de nom d'Alcudia de Carlet pel de l'Alcúdia.[4]

### Decrets del Consell del País Valencià (1979-1982)
Si dos decrets no numerats coincideixen en la data de publicació, es presenten a la llista següent seguint l'ordre d'aparició al diari oficial, i si estan numerats, es presenten seguint l'ordre numèric del decret.
1. Foios, 16 de juliol de 1979
Decret de 16 de juliol de 1979, autoritzant el canvi de nom del Municipi de Foyos pel de Foios.
Publicat al Butlletí Oficial del Consell del País Valencià, BOCPV, número 10, l'1 d'agost de 1979.
2. Barxeta, 10 de juliol de 1979
Decret de 9 de juliol de 1979, autoritzant el canvi de nom del Municipi de Barcheta pel de Barxeta.
Publicat al Butlletí Oficial del Consell del País Valencià, BOCPV, número 10, l'1 d'agost de 1979.
3. Xàtiva, 7 de gener de 1980
Decret del Ple del Consell pel qual hom aprova el canvi de nom del Municipi de Játiva pel de Xàtiva.
Publicat al Butlletí Oficial del Consell del País Valencià, BOCPV, número 15, l'1 de febrer de 1980.
4. Llutxent, 1 d'abril de 1980
Decret pel qual s'autoritza el canvi de nom del Municipi de Luchente pel de Llutxent.
Publicat al Butlletí Oficial del Consell del País Valencià, BOCPV, número 20, el 15 d'abril de 1980.
5. la Pobla Llarga, 9 de juny de 1980
Decret del Ple del Consell pel qual s'aprova el canvi de nom del Municipi de Puebla Larga pel de Pobla Llarga.
Publicat al Butlletí Oficial del Consell del País Valencià, BOCPV, número 24, el 16 de juny de 1980. 
 

El municipi modificà el topònim mitjançant el Decret de 3 novembre de 1980 i adoptà la forma oficial en valencià de la Pobla Llarga.
6. Alaquàs, 9 de juny de 1980
Decret del Ple del Consell pel qual s'aprova el canvi de nom del Municipi d'Alacuás pel d'Alaquàs.
Publicat al Butlletí Oficial del Consell del País Valencià, BOCPV, número 24, el 16 de juny de 1980.
7. Picanya, 9 de juny de 1980
Decret del Ple del Consell pel qual s'aprova el canvi de nom del Municipi de Picaña pel de Picanya.
Publicat al Butlletí Oficial del Consell del País Valencià, BOCPV, número 24, el 16 de juny de 1980.
8. Xirivella, 9 de juny de 1980
Decret del Ple del Consell pel qual s'aprova el canvi de nom del Municipi de Chirivella, pel de Xirivella.
Publicat al Butlletí Oficial del Consell del País Valencià, BOCPV, número 24, el 16 de juny de 1980.
9. Alzira, 9 de juny de 1980
Decret del Ple del Consell pel qual s'aprova el canvi de nom del Municipi d'Alcira, pel d'Alzira.
Publicat al Butlletí Oficial del Consell del País Valencià, BOCPV, número 24, el 16 de juny de 1980.
10. Xeraco, 22 de juliol de 1980
Decret del Ple del Consell pel qual s'aprova el canvi de nom del Municipi de Jaraco, pel de Xeraco.
Publicat al Butlletí Oficial del Consell del País Valencià, BOCPV, número 27, l'1 d'agost de 1980.
11. Quart de Poblet, 22 de juliol de 1980
Decret del Ple del Consell pel qual s'aprova el canvi de nom del Municipi de Cuart de Poblet, pel de Quart de Poblet.
Publicat al Butlletí Oficial del Consell del País Valencià, BOCPV, número 27, l'1 d'agost de 1980.
12. Vinaròs, 3 de novembre de 1980
Decret pel qual es publica l'acord del Consell del País Valencià, que aprova el canvi de denominació del municipi de Vinaroz.
Publicat al Butlletí Oficial del Consell del País Valencià, BOCPV, número 34, el 15 de novembre de 1980.
13. Picassent, 3 de novembre de 1980
Decret pel qual es publica l'acord del Ple del Consell del País Valencià que aprova el canvi de denominació del municipi de Picasent.
Publicat al Butlletí Oficial del Consell del País Valencià, BOCPV, número 34, el 15 de novembre de 1980.
14. la Pobla Llarga, 3 de novembre de 1980
Decret pel qual es publica l'acord del Ple del Consell del País Valencià, que aprova el canvi de nom del municipi de Pobla Llarga pel de la Pobla Llarga.
Publicat al Butlletí Oficial del Consell del País Valencià, BOCPV, número 34, el 15 de novembre de 1980. 
 

El municipi havia modificat el topònim mitjançant el Decret del 9 de juny de 1980 i havia adoptat la forma oficial Pobla Llarga.
15. Carcaixent, 3 de novembre de 1980
Decret pel qual es publica l'acord del Ple del Consell del País Valencià que aprova el canvi de denominació del municipi de Carcagente.
Publicat al Butlletí Oficial del Consell del País Valencià, BOCPV, número 34, el 15 de novembre de 1980.
16. Senyera, 24 de novembre de 1980
Decret pel qual es publica l'acord del Consell, aprovant el canvi de denominació del Municipi de Señera.
Publicat al Butlletí Oficial del Consell del País Valencià, BOCPV, número 35, l'1 de desembre de 1980.
17. Llíria, 10 de desembre de 1980
Decret pel qual es publica l'acord del Consell del País Valencià el qual aprovà el canvi de denominació del municipi de Liria.
Publicat al Butlletí Oficial del Consell del País Valencià, BOCPV, número 36, el 15 de desembre de 1980.
18. Massanassa, 9 de desembre de 1980
Decret pel qual es publica l'acord del Consell del País Valencià aprovant el canvi de denominació del municipi de Masanasa.
Publicat al Butlletí Oficial del Consell del País Valencià, BOCPV, número 36, el 15 de desembre de 1980.
19. Benissa, 19 de gener de 1981
Decret del Ple del Consell pel qual s'aprova el canvi de nom del municipi de Benissa.
Publicat al Butlletí Oficial del Consell del País Valencià, BOCPV, número 39, el 2 de febrer de 1981.
20. Xeresa, 19 de gener de 1982
Decret del Ple del Consell pel qual s'aprova el canvi de nom del municipi de Jeresa pel de Xeresa.
Publicat al Butlletí Oficial del Consell del País Valencià, BOCPV, número 40, el 16 de febrer de 1981.
21. Quatretonda, 2 de març de 1981
Decret pel qual es publica l'acord del Consell del País Valencià aprovant el canvi de denominació del Municipi de Cuatretonda.
Publicat al Butlletí Oficial del Consell del País Valencià, BOCPV, número 41, el 2 de març de 1981.
22. Benetússer, 9 de novembre de 1981
Decret de 9 de novembre de 1981, pel qual s'aprova el canvi de nom de l'Ajuntament de Benetúser, pel de Benetússer.
Publicat al Butlletí Oficial del Consell del País Valencià, BOCPV, número 58, el 16 de novembre de 1981.
23. Tavernes Blanques, 25 de gener de 1982
Decret de 25 de gener de 1982, pel qual s'aprova el canvi de denominació del municipi de Tabernes Blanques.
Publicat al Butlletí Oficial del Consell del País Valencià, BOCPV, número 63, l'1 de febrer de 1982.
24. Ontinyent, 8 de febrer de 1982
Decret de 8 de febrer de 1982, pel qual s'aprova el canvi de denominació del municipi de «Onteniente».
Publicat al Butlletí Oficial del Consell del País Valencià, BOCPV, número 64, el 15 de febrer de 1982.
25. la Pobla de Vallbona, 8 de febrer de 1982
Decret de 8 de febrer de 1982, pel qual s'aprova el canvi de denominació del municipi de «Puebla de Vallbona».
Publicat al Butlletí Oficial del Consell del País Valencià, BOCPV, número 64, el 15 de febrer de 1982.
26. Corbera, 8 de març de 1982
Decret de 8 de març de 1982, pel qual s'aprova el canvi de nom del municipi de Corbera de Alcira.
Publicat al Butlletí Oficial del Consell del País Valencià, BOCPV, número 66, el 15 de març de 1982.
27. l'Olleria, 26 de març de 1982
Decret de 26 de març de 1982 pel qual s'aprova el canvi de nom del municipi d'Olleria.
Publicat al Butlletí Oficial del Consell del País Valencià, BOCPV, número 67, l'1 de març de 1982.
28. Alcàntera de Xúquer, 3 de maig de 1982
Decret de 3 de maig de 1982 pel qual s'autoritza el canvi de nom del municipi d'Alcántara del Júcar.
Publicat al Butlletí Oficial del Consell del País Valencià, BOCPV, número 70, el 15 de maig de 1982.
29. Bocairent, 3 de maig de 1982
Decret de 3 de maig de 1982 pel qual s'autoritza el canvi de nom del municipi de Bocairente.
Publicat al Butlletí Oficial del Consell del País Valencià, BOCPV, número 70, el 15 de maig de 1982.
30. Puçol, 3 de maig de 1982
Decret de 3 de maig de 1982, pel qual s'aprova el canvi de nom del municipi de Puzol.
Publicat al Butlletí Oficial del Consell del País Valencià, BOCPV, número 70, el 15 de maig de 1982.
31. Massamagrell, 31 de maig de 1982
Decret de 31 de maig de 1982 pel qual s'autoritza el canvi de nom del municipi de Masamagrell (València).
Publicat al Butlletí Oficial del Consell del País Valencià, BOCPV, número 72, el 15 de juny de 1982.

### Decrets del Consell de la Generalitat Valenciana (a partir de 1982)
1. Castelló de la Plana, 19 de juliol de 1982
Decret de 19 de juliol de 1982, pel qual s'aprova la denominació bilingüe de Castellón de la Plana-Castelló de la Plana i Grao de Castellón-Grau de Castelló.
Publicat al Diari Oficial de la Generalitat Valenciana, DOGV, número 77, el 30 d'agost de 1982. 
 

El 22 de març de 2019, el Decret 40/2019 oficialitzarà el topònim en valencià Castelló de la Plana com a única forma oficial per designar el municipi.
2. Polinyà de Xúquer, 19 de juliol de 1982
Decret de 19 de juliol de 1982 pel qual s'aprova el canvi de denominació del municipi de Poliñá del Júcar pel de Polinyà de Xúquer.
Publicat al Diari Oficial de la Generalitat Valenciana, DOGV, número 80, el 15 d'octubre de 1982.
3. Vilanova de Castelló (desde 2020, Castelló), 20 de setembre de 1982
Decret de 20 de setembre de 1982, pel qual s'aprova el canvi de nom de Villanueva de Castellón.
Publicat al Diari Oficial de la Generalitat Valenciana, DOGV, número 80, el 15 d'octubre de 1982. 
 

El 20 de setembre de 1982 es canvià el topònim Villanueva de Castellón per Vilanova de Castelló. El 28 d'agost de 1986 s'anul·là aquest Decret per sentència de l'Audiència Territorial de València. El 18 de juliol de 1994, per Decret 137/1994, es tornà a canviar, aquesta vegada per Castelló de la Ribera. Per sentència del Tribunal Superior de Justícia de la Comunitat Valenciana (TSJCV) l'1 d'octubre de 1998 s'anul·là el canvi. Una sentència de cassació del Tribunal Suprem va restablir la vigència del Decret 137/1994 el 20 de maig de 2004 i va retrotraure les actuacions del TSJCV. El 19 de juliol de 2005, altra sentència del TSJCV li tornà el nom de Villanueva de Castellón. Finalment, el 4 de setembre de 2020, s'aprovà el topònim Castelló.
4. Quartell, 5 de novembre de 1982
Acord del Ple del Consell de 5 de novembre de 1982, pel qual s'aprova el canvi de denominació del municipi de Cuartell per Quartell.
Publicat al Diari Oficial de la Generalitat Valenciana, DOGV, número 88, el 24 de desembre de 1982.
5. Vila-real, 15 de novembre de 1982
Decret de 15 de novembre de 1982, d'aprovació del canvi de denominació del municipi de «Villarreal de los Infantes» (Castelló) pel de Vila-real.
Publicat al Diari Oficial de la Generalitat Valenciana, DOGV, número 93, el 5 de febrer de 1983. 
 

L'1 de desembre de 2006 mitjançant el Decret 180/2006 el municipi de Vila-real canvià el topònim a la forma exclusiva en valencià.
6. Burjassot, 17 de gener de 1983
Decret 5/1983, de 17 gener, pel qual s'aprova el canvi de denominació del municipi de Burjasot per Burjassot.
Publicat al Diari Oficial de la Generalitat Valenciana, DOGV, número 92, el 25 de gener de 1983.
7. Daimús, 23 de maig de 1983
Decret 55/1983, de 23 de maig, pel qual s'aprova el canvi de denominació del municipi de Daimuz pel de Daimús.
Publicat al Diari Oficial de la Generalitat Valenciana, DOGV, número 106, el 5 de juny de 1983.
8. Betxí, 16 de juliol de 1984
Decret 70/1984, de 16 de juliol, del Consell de la Generalitat Valenciana, pel qual s'aprova la nova denominació del municipi de Betxí.
Publicat al Diari Oficial de la Generalitat Valenciana, DOGV, número 185, el 16 d'agost de 1984.
9. Benifaió, 30 de juliol de 1984
Decret 76/1984, de 30 de juliol, del Consell de la Generalitat Valenciana, pel qual s'aprova la nova denominació del municipi de Benifaió.
Publicat al Diari Oficial de la Generalitat Valenciana, DOGV, número 185, el 16 d'agost de 1984.
10. l'Alcúdia de Crespins, 1 d'octubre de 1984
Decret 106/1984, d'1 d'octubre, del Consell de la Generalitat Valenciana, pel qual s'aprova la nova denominació del municipi de l'Alcúdia de Crespins.
Publicat al Diari Oficial de la Generalitat Valenciana, DOGV, número 199, el 29 d'octubre de 1984.
11. Favara, 12 de novembre de 1984
Decret 118/1984, de 12 de novembre, del Consell de la Generalitat Valenciana, pel qual s'aprova la nova denominació del municipi de Favara.
Publicat al Diari Oficial de la Generalitat Valenciana, DOGV, número 205, el 22 de novembre de 1984.
12. Almussafes, 26 de novembre de 1984
Decret 125/1984, de 26 de novembre, del Consell de la Generalitat Valenciana, pel qual s'aprova la nova denominació del municipi d'Almussafes.
Publicat al Diari Oficial de la Generalitat Valenciana, DOGV, número 210, el 10 de desembre de 1984.
13. Barx, 26 de novembre de 1984
Decret 126/1984, de 26 de novembre, del Consell de la Generalitat Valenciana, pel qual s'aprova la nova denominació del municipi de Barx.
Publicat al Diari Oficial de la Generalitat Valenciana, DOGV, número 210, el 10 de desembre de 1984.
14. Canet d'en Berenguer, 26 de novembre de 1984
Decret 127/1984, de 26 de novembre, del Consell de la Generalitat Valenciana, pel qual s'aprova la nova denominació del municipi de Canet d'En Berenguer.
Publicat al Diari Oficial de la Generalitat Valenciana, DOGV, número 210, el 10 de desembre de 1984.
15. la Font de la Figuera, 26 de novembre de 1984
Decret 128/1984, de 26 de novembre, del Consell de la Generalitat Valenciana, pel qual s'aprova la nova denominació del municipi de la Font de la Figuera.
Publicat al Diari Oficial de la Generalitat Valenciana, DOGV, número 210, el 10 de desembre de 1984.
16. Petrer, 10 de desembre de 1984
Decret 132/1984, de 10 de desembre, del Consell de la Generalitat Valenciana, pel qual s'aprova la nova denominació del municipi de Petrer.
Publicat al Diari Oficial de la Generalitat Valenciana, DOGV, número 217, el 10 de gener de 1985.
17. Llocnou de Sant Jeroni, 10 de desembre de 1984
Decret 133/1984, de 10 de desembre, del Consell de la Generalitat Valenciana, pel qual s'aprova la nova denominació del municipi de Llocnou de Sant Jeroni.
Publicat al Diari Oficial de la Generalitat Valenciana, DOGV, número 217, el 10 de gener de 1985.
18. la Pobla del Duc, 10 de desembre de 1984
Decret 134/1984, de 10 de desembre, del Consell de la Generalitat Valenciana, pel qual s'aprova la nova denominació del municipi de La Pobla del Duc.
Publicat al Diari Oficial de la Generalitat Valenciana, DOGV, número 217, el 10 de gener de 1985.
19. la Pobla de Farnals, 10 de desembre de 1984
Decret 135/1984, de 10 de desembre, del Consell de la Generalitat Valenciana, pel qual s'aprova la nova denominació del municipi de la Pobla de Farnals.
Publicat al Diari Oficial de la Generalitat Valenciana, DOGV, número 217, el 10 de gener de 1985.
20. Riba-roja de Túria, 22 de desembre de 1984
Decret 139/1984, de 22 de desembre, del Consell de la Generalitat Valenciana, pel qual s'aprova la nova denominació del municipi de Riba-roja de Túria.
Publicat al Diari Oficial de la Generalitat Valenciana, DOGV, número 221, el 24 de gener de 1985.
21. Castelló de Rugat, 14 de febrer de 1985
Decret 10/1985, de 14 de febrer, del Consell de la Generalitat Valenciana, pel qual s'aprova la nova denominació del municipi de Castelló de Rugat.
Publicat al Diari Oficial de la Generalitat Valenciana, DOGV, número 234, el 7 de març de 1985.
22. les Useres, oficialment les Useres / Useras, 14 de febrer de 1985
Decret 11/1984, de 14 de febrer, del Consell de la Generalitat Valenciana, pel qual s'aprova la nova denominació bilingüe del municipi de Les Useres en valencià, Useras en castellà, en bilingüe.
Publicat al Diari Oficial de la Generalitat Valenciana, DOGV, número 234, el 7 de març de 1985.
23. Callosa d'en Sarrià, 29 d'abril de 1985
Decret 50/1985, de 29 d'abril, del Consell de la Generalitat Valenciana, pel qual s'aprova la nova denominació del municipi de Callosa d'en Sarrià.
Publicat al Diari Oficial de la Generalitat Valenciana, DOGV, número 250, el 9 de maig de 1985. 
 

El 10 de maig de 2013, mitjançant el Decret 59/2013 el municipi adoptà com a denominació del municipi la forma oficial del topònim Callosa d'en Sarrià.
24. Almàssera, 29 d'abril de 1985
Decret 51/1985, de 29 d'abril, del Consell de la Generalitat Valenciana, pel qual s'aprova la nova denominació del municipi d'Almàssera.
Publicat al Diari Oficial de la Generalitat Valenciana, DOGV, número 250, el 9 de maig de 1985.
25. Tavernes de la Valldigna, 27 de maig de 1985
Decret 69/1985, de 27 de maig, del Consell de la Generalitat Valenciana, pel qual s'aprova la nova denominació del municipi de Tavernes de la Valldigna.
Publicat al Diari Oficial de la Generalitat Valenciana, DOGV, número 259, el 10 de juny de 1985.
26. Xàbia, oficialment Xàbia / Jávea, 10 de juny de 1985
Decret 80/1985, de 10 de juny, del Consell de la Generalitat Valenciana, pel qual s'aprova la denominació en bilingüe del municipi de Xàbia en Valencià, Jávea en castellà.
Publicat al Diari Oficial de la Generalitat Valenciana, DOGV, número 264, el 27 de juny de 1985.
27. Quart de les Valls, 22 de juliol de 1985
Decret 113/1985, de 22 de juliol, del Consell de la Generalitat Valenciana, pel qual s'aprova la nova denominació del municipi de Quart de les Valls.
Publicat al Diari Oficial de la Generalitat Valenciana, DOGV, número 277, el 5 d'agost de 1985.
28. l'Eliana, 28 d'octubre de 1985
Decret 169/1985, de 28 d'octubre, del Consell de la Generalitat Valenciana, pel qual s'aprova la nova denominació del Municipi de L'Eliana.
Publicat al Diari Oficial de la Generalitat Valenciana, DOGV, número 307, el 21 de novembre de 1985.
29. Elx, oficialment Elx / Elche, 23 de desembre de 1985
Decret 202/1985, de 23 de desembre, del Consell de la Generalitat Valenciana, pel qual és aprovada la denominació en bilingüe del Municipi d'Elx en valencià i Elche en castellà.
Publicat al Diari Oficial de la Generalitat Valenciana, DOGV, número 336, el 3 de febrer de 1986.
30. Beneixida, 21 de març de 1986
Decret 41/1986, de 21 de març, del Consell de la Generalitat Valenciana, pel qual s'aprova la nova denominació del Municipi de Beneixida.
Publicat al Diari Oficial de la Generalitat Valenciana, DOGV, número 368, el 25 d'abril de 1986.
31. Aigües, 21 de juliol de 1986
Decret 93/1986, de 21 de juliol, del Consell de la Generalitat Valenciana, pel qual s'aprova la nova denominació del Municipi d'Aigües (Alacant).
Publicat al Diari Oficial de la Generalitat Valenciana, DOGV, número 415, l'11 d'agost de 1986.
32. Almassora, 21 de juliol de 1986
Decret 94/1986, de 21 de juliol, del Consell de la Generalitat Valenciana, pel qual s'aprova la nova denominació del Municipi en bilingüe: Almassora en valencià, Almazora en castellà.
Publicat al Diari Oficial de la Generalitat Valenciana, DOGV, número 415, l'11 d'agost de 1986. 
 

Al desembre de 2016, mitjançant el decret decret 185/2016 el municipi passà a tenir oficialment el topònim en la forma única en valencià.
33. Massalfassar, 21 de juliol de 1986
Decret 95/1986, de 21 de juliol, del Consell de la Generalitat Valenciana, pel qual s'aprova la nova denominació del Municipi de Massalfassar (València).
Publicat al Diari Oficial de la Generalitat Valenciana, DOGV, número 415, l'11 d'agost de 1986.
34. Sumacàrcer, 9 de desembre de 1986 (oficial, el 20 de juny de 1988[5])
Decret 152/1986, de 9 de desembre, del Consell de la Generalitat Valenciana, pel qual és aprovada la nova denominació del Municipi de Sumacàrcer (València).
Publicat al Diari Oficial de la Generalitat Valenciana, DOGV, número 494, el 26 de desembre de 1986. Publicat al Butlletí Oficial de l'Estat, número 147, el 20 de juny de 1988.
35. Albalat dels Tarongers, 9 de desembre de 1986 (oficial, el 18 d'octubre de 1988)
Decret 153/1986, de 9 de desembre, del Consell de la Generalitat Valenciana, pel qual és aprovada la nova denominació del Municipi d'Albalat dels Tarongers (València).
Publicat al Diari Oficial de la Generalitat Valenciana, DOGV, número 494, el 26 de desembre de 1986. Publicat al Butlletí Oficial de l'Estat, número 250, el 18 d'octubre de 1988.
36. l'Alqueria de la Comtessa, 9 de desembre de 1986 (oficial, el 2 de desembre de 1991)
Decret 154/1986, de 9 de desembre, del Consell de la Generalitat Valenciana, pel qual s'aprova la nova denominació del Municipi en bilingüe: l'Alqueria de la Comtessa, en valencià, Alquería de la Condesa, en castellà.
Publicat al Diari Oficial de la Generalitat Valenciana, DOGV, número 494, el 26 de desembre de 1986. Publicat al Butlletí Oficial de l'Estat, número 288, el 2 de desembre de 1991.
 

El 3 de desembre de 2002 mitjançant el Decret 197/2002 el municipi oficialitzà el topònim en la forma única en valencià.
37. Llombai, 22 de desembre de 1986 (oficial, el 16 de juliol de 1987)
Decret 159/1986, de 22 de desembre, del Consell de la Generalitat Valenciana, pel qual és aprovada la nova denominació del Municipi de Llombai (València).
Publicat al Diari Oficial de la Generalitat Valenciana, DOGV, número 499, el 5 de gener de 1987. Publicat al Butlletí Oficial de l'Estat, número 169, el 16 de juliol de 1987.
38. Gavarda, 22 de desembre de 1986 (oficial, el 26 de gener de 1988)
Decret 160/1986, de 22 de desembre, del Consell de la Generalitat Valenciana, pel qual és aprovada la nova denominació del Municipi de Gavarda (València).
Publicat al Diari Oficial de la Generalitat Valenciana, DOGV, número 499, el 5 de gener de 1987. Publicat al Butlletí Oficial de l'Estat, número 22, el 26 de gener de 1988.
39. Vilamarxant, 22 de desembre de 1986 (oficial, el 25 de juliol de 1988)
Decret 161/1986, de 22 de desembre, del Consell de la Generalitat Valenciana, pel qual és aprovada la nova denominació del Municipi de Vilamarxant (València).
Publicat al Diari Oficial de la Generalitat Valenciana, DOGV, número 499, el 5 de gener de 1987. Publicat al Butlletí Oficial de l'Estat, número 177, el 25 de juliol de 1988.
40. Benicàssim, oficialment Benicàssim / Benicasim, 29 de desembre de 1986 (oficial, el 12 de març de 1987)
Decret 168/1986, de 29 de desembre, del Consell de la Generalitat Valenciana, pel qual s'aprova la denominació en bilingüe del Municipi de Benicàssim, en valencià, i Benicasim, en castellà.
Publicat al Diari Oficial de la Generalitat Valenciana, DOGV, número 505, el 14 de gener de 1987. Publicat al Butlletí Oficial de l'Estat, número 61, el 12 de març de 1987.
41. Alfauir, 2 de març de 1987 (oficial, el 27 de novembre de 1987)
Decret 18/1987, de 2 de març, del Consell de la Generalitat Valenciana, pel qual és aprovada la nova denominació del Municipi d'Alfauir (València).
Publicat al Diari Oficial de la Generalitat Valenciana, DOGV, número 548, el 17 de març de 1987. Publicat al Butlletí Oficial de l'Estat, número 284, el 27 de novembre de 1987.
42. Sant Mateu, 2 de març de 1987 (oficial, el 18 de desembre de 1987)
Decret 20/1987, de 2 de març, del Consell de la Generalitat Valenciana, pel qual és aprovada la nova denominació del Municipi de Sant Mateu (Castelló).
Publicat al Diari Oficial de la Generalitat Valenciana, DOGV, número 548, el 17 de març de 1987. Publicat al Butlletí Oficial de l'Estat, número 302, el 18 de desembre de 1987.
43. Aín, 2 de març de1987 (oficial, el 23 de setembre de 1988)
Decret 21/1987, de 2 de març, del Consell de la Generalitat Valenciana, pel qual és aprovada la nova denominació del Municipi d'Aín (Castelló).
Publicat al Diari Oficial de la Generalitat Valenciana, DOGV, número 548, el 17 de març de 1987. Publicat al Butlletí Oficial de l'Estat, número 229, el 23 de setembre de 1988.
44. Sagunt, oficialment Sagunt / Sagunto, 13 d'abril de 1987 (oficial, el 14 d'octubre de 1987)
Decret 43/1987, de 13 d'abril, del Consell de la Generalitat Valenciana, pel qual és aprovada la nova denominació bilingüe del Municipi de Sagunt en valencià i Sagunto en castellà.
Publicat al Diari Oficial de la Generalitat Valenciana, DOGV, número 581, el 7 de maig de 1987. Publicat al Butlletí Oficial de l'Estat, número 246, el 14 d'octubre de 1987.
45. el Campello, 9 de juny de 1987 (oficial, el 20 de juny de 1988)
Decret 78/1987, de 9 de juny, del Consell de la Generalitat Valenciana, pel qual és aprovada la nova denominació del Municipi del Campello (Alacant).
Publicat al Diari Oficial de la Generalitat Valenciana, DOGV, número 625, el 9 de juliol de 1987. Publicat al Butlletí Oficial de l'Estat, número 147, el 20 de juny de 1988.
 

Correcció d'errades del Decret 78/1987, de 9 de juny, del Consell de la Generalitat Valenciana, pel qual s'aprova la nova denominació del Municipi del Campello (Alicante).
Correcció publicada al Diari Oficial de la Generalitat Valenciana, DOGV, número 643, el 6 d'agost de 1987.
46. Vilanova d'Alcolea, 8 de febrer de 1988 (oficial, el 20 de juny de 1988)
Decret 18/1988, de 8 de febrer, del Consell de la Generalitat, pel qual és aprovada la nova denominació del Municipi de Villanueva de Alcolea (Castelló).
Publicat al Diari Oficial de la Generalitat Valenciana, DOGV, número 762, el 12 de febrer de 1988. Publicat al Butlletí Oficial de l'Estat, número 147, el 20 de juny de 1988.
47. Aielo de Malferit, 21 de març de 1988 (oficial, el 16 d'agost de 1988)
Decret 34/1988, de 21 de març, del Consell de la Generalitat Valenciana, pel qual és aprovada la nova denominació del Municipi d'Ayelo de Malferit.
Publicat al Diari Oficial de la Generalitat Valenciana, DOGV, número 793, el 28 de març de 1988. Publicat al Butlletí Oficial de l'Estat, número 196, el 16 d'agost de 1988.
48. Benifairó de la Valldigna, 29 de juliol de 1989 (oficial, el 26 de juny de 1989)
Decret 117/1988, de 29 de juliol, del Consell de la Generalitat Valenciana, pel qual és aprovada la nova denominació del Municipi de Benifairó de Valldigna (València).
Publicat al Diari Oficial de la Generalitat Valenciana, DOGV, número 882, el 9 d'agost de 1988. Publicat al Butlletí Oficial de l'Estat, número 151, el 26 de juny de 1989.
49. Simat de la Valldigna, 5 de setembre de 1988 (oficial, el 29 de novembre de 1988)
Decret 131/1988, de 5 de setembre, del Consell de la Generalitat Valenciana, pel qual és aprovada la nova denominació del municipi de Simat de Valldigna (València).
Publicat al Diari Oficial de la Generalitat Valenciana, DOGV, número 899, el 12 de setembre de 1988. Publicat al Butlletí Oficial de l'Estat, número 286, el 29 de novembre de 1988.
50. Bèlgida, 5 de setembre de 1988 (oficial, el 6 de gener de 1989)
Decret 132/1988, de 5 de setembre, del Consell de la Generalitat Valenciana, pel qual és aprovada la nova denominació del Municipi de Bélgida (València).
Publicat al Diari Oficial de la Generalitat Valenciana, DOGV, número 897, el 8 de setembre de 1988. Publicat al Butlletí Oficial de l'Estat, número 5, el 6 de gener de 1989.
51. la Vila Joiosa, oficialment la Vila Joiosa / Villajoyosa, 11 d'octubre de 1988 (oficial, el 26 de gener de 1989)
Decret 153/1988, d'11 d'octubre, del Consell de la Generalitat Valenciana, pel qual s'aprova la nova denominació del Municipi de Villajoyosa.
Publicat al Diari Oficial de la Generalitat Valenciana, DOGV, número 925, el 19 d'octubre de 1988. Publicat al Butlletí Oficial de l'Estat, número 22, el 26 de gener de 1989.
52. Bellreguard, 11 d'octubre de 1988 (oficial, el 27 de gener de 1989)
Decret 154/1988, d'11 d'octubre, del Consell de la Generalitat Valenciana, pel qual és aprovada la nova denominació del Municipi de Bellreguart (València).
Publicat al Diari Oficial de la Generalitat Valenciana, DOGV, número 925, el 19 d'octubre de 1988. Publicat al Butlletí Oficial de l'Estat, número 23, el 27 de gener de 1989.
53. Rafelbunyol, 11 d'octubre de 1988 (oficial, el 26 de gener de 1989)
Decret 155/1988, d'11 d'octubre, del Consell de la Generalitat Valenciana, pel qual s'aprova la nova denominació del Municipi de Rafelbuñol.
Publicat al Diari Oficial de la Generalitat Valenciana, DOGV, número 925, el 19 d'octubre de 1988. Publicat al Butlletí Oficial de l'Estat, número 22, el 26 de gener de 1989.
 

El 5 d'octubre de 2012, mitjançant el Decret 144/2012 el municipi adoptà com a denominació del municipi la forma única en valencià de Rafelbunyol.
54. Novetlè, 15 de novembre de 1988 (oficial, el 8 de març de 1989)
Decret 176/1988, de 15 de novembre, del Consell de la Generalitat Valenciana, pel qual és aprovada la nova denominació del Municipi de Novelé (València).
Publicat al Diari Oficial de la Generalitat Valenciana, DOGV, número 949, el 23 de novembre de 1988. Publicat al Butlletí Oficial de l'Estat, número 57, el 8 de març de 1989.
 

El 4 d'abril de 2023, mitjançant el Decret 42/2023 el municipi adoptà com a denominació del municipi la forma única en valencià de Novetlè.
55. la Vall d'Uixó, 30 de gener de 1989 (oficial, el 6 de maig de 1989)
Decret 6/1989, de 30 de gener, del Consell de la Generalitat Valenciana, pel qual queda aprovada la nova denominació del municipi de Vall de Uxó en la forma de la Vall d'Uixó en valencià.
Publicat al Diari Oficial de la Generalitat Valenciana, DOGV, número 998, el 3 de febrer de 1989. Publicat al Butlletí Oficial de l'Estat, número 108, el 6 de maig de 1989.
 

Correcció d'errades del Decret 6/1988, de 30 de gener, del Consell de la Generalitat Valenciana, pel qual s'aprova la nova denominació del municipi de Vall de Uxó en la forma la Vall d'Uixó en valencià.
Correcció publicada al Diari Oficial de la Generalitat Valenciana, DOGV, número 1.001, el 8 de febrer de 1989.
56. Moixent, oficialment Moixent / Mogente, 4 d'abril de 1989 (oficial, el 26 de juny de 1989)
Decret 44/1989, de 4 d'abril del Consell de la Generalitat Valenciana, pel qual s'autoritza la nova denominació del Municipi de Mogente en forma bilingüe: Moixent en Valencià i Mogente en Castellà.
Publicat al Diari Oficial de la Generalitat Valenciana, DOGV, número 1.040, el 10 d'abril de 1989. Publicat al Butlletí Oficial de l'Estat, número 151, el 26 de juny de 1989.
57. l'Ènova, 12 de juny de 1989 (oficial, el 20 d'octubre de 1989)
Decret 84/1989, de 12 de juny, del Consell de la Generalitat Valenciana, pel qual s'aprova la nova denominació del Municipi d'Enova.
Publicat al Diari Oficial de la Generalitat Valenciana, DOGV, número 1.091, el 22 de juny de 1989. Publicat al Butlletí Oficial de l'Estat, número 252, el 20 d'octubre de 1989.
58. Bonrepòs i Mirambell, 3 de juliol de 1989 (oficial, el 15 de desembre de 1989)
Decret 101/1989, de 3 de juliol, del Consell de la Generalitat Valenciana, pel qual és aprovada la nova denominació del municipi Bonrepós y Mirambell (València).
Publicat al Diari Oficial de la Generalitat Valenciana, DOGV, número 1.104, l'11 de juliol de 1989. Publicat al Butlletí Oficial de l'Estat, número 300, el 15 de desembre de 1989.
59. Alcoi, oficialment Alcoi / Alcoy, 17 de juliol de 1989 (oficial, el 24 de gener de 1990)
Decret 109/1989, de 17 de juliol, del Consell de la Generalitat Valenciana, pel qual s'aprova la nova denominació del municipi en bilingüe: Alcoi en valencià i Alcoy en castellà.
Publicat al Diari Oficial de la Generalitat Valenciana, DOGV, número 1.114, el 25 de juliol de 1989. Publicat al Butlletí Oficial de l'Estat, número 21, el 24 de gener de 1990.
60. Benaguasil, 28 de juliol de 1989 (oficial, el 28 de juliol de 1990)
Decret 115/1989, de 28 de juliol, del Consell de la Generalitat Valenciana, pel qual s'aprova la nova denominació del Municipi de Benaguacil (València).
Publicat al Diari Oficial de la Generalitat Valenciana, DOGV, número 1.124, el 14 d'agost de 1989. Publicat al Butlletí Oficial de l'Estat, número 180, el 28 de juliol de 1990.
61. Mutxamel, 31 de gener de 1990 (oficial, el 14 de juliol de 1990)
Decret 24/1990, de 31 de gener, del Consell de la Generalitat Valenciana, pel qual s'aprova la nova denominació del municipi de Muchamiel per Mutxamel (Alacant).
Publicat al Diari Oficial de la Generalitat Valenciana, DOGV, número 1.238, el 6 de febrer de 1990. Publicat al Butlletí Oficial de l'Estat, número 168, el 14 de juliol de 1990.
62. Alacant, oficialment Alacant / Alicante, 31 de gener de 1990 (oficial, el 23 de juny de 1990)
Decret 25/1990, de 31 de gener, del Consell de la Generalitat Valenciana, pel qual s'aprova la nova denominació del Municipi en bilingüe: Alacant en Valencià i Alicante en Castellà.
Publicat al Diari Oficial de la Generalitat Valenciana, DOGV, número 1.238, el 6 de febrer de 1990. Publicat al Butlletí Oficial de l'Estat, número 150, el 23 de juny de 1990.
63. Aldaia, 23 de juliol de 1990 (oficial, el 27 de novembre de 1990)
Decret 125/1990, de 23 de juliol, del Consell de la Generalitat Valenciana, pel qual s'aprova la nova denominació del Municipi d'Aldaya per la d'Aldaia.
Publicat al Diari Oficial de la Generalitat Valenciana, DOGV, número 1.365, el 17 d'agost de 1990. Publicat al Butlletí Oficial de l'Estat, número 284, el 27 de novembre de 1990.
64. l'Orxa, oficialment l'Orxa / Lorcha, 1 d'octubre de 1990 (oficial, el 9 de febrer de 1991)
Decret 155/1990, d'1 d'octubre, del Consell de la Generalitat Valenciana, pel qual s'aprova la nova denominació del municipi en bilingüe L'Orxa en valencià i Lorcha en castellà.
Publicat al Diari Oficial de la Generalitat Valenciana, DOGV, número 1.400, l'11 d'octubre de 1990. Publicat al Butlletí Oficial de l'Estat, número 35, el 9 de febrer de 1991.
65. Xixona, oficialment Xixona / Jijona, 12 de novembre de 1990 (oficial, el 26 de novembre de 1991)
Decret 179/1990, de 12 de novembre, del Consell de la Generalitat Valenciana, pel qual s'aprova la nova denominació del municipi en bilingüe: Xixona en valencià i Jijona en castellà.
Publicat al Diari Oficial de la Generalitat Valenciana, DOGV, número 1.426, el 20 de novembre de 1990. Publicat al Butlletí Oficial de l'Estat, número 283, el 26 de novembre de 1991.
66. Orpesa, oficialment Orpesa / Oropesa del Mar, 29 de maig de 1991 (oficial, el 26 de novembre de 1991)
Decret 87/1991, de 29 de maig, del Consell de la Generalitat Valenciana, pel qual aprova la nova denominació del municipi en bilingüe: Orpesa en valencià i Oropesa del Mar en castellà.
Publicat al Diari Oficial de la Generalitat Valenciana, DOGV, número 1.566, el 17 de juny de 1991. Publicat al Butlletí Oficial de l'Estat, número 283, el 26 de novembre de 1991.
67. Gaianes, 26 de juny de 1991 (oficial, el 7 de setembre de 1991)
Decret 113/1991, de 26 de juny, del Consell de la Generalitat Valenciana, pel qual s'aprova el canvi de la denominació del municipi de Gayanes per la de Gaianes.
Publicat al Diari Oficial de la Generalitat Valenciana, DOGV, número 1.578, el 3 de juliol de 1991. Publicat al Butlletí Oficial de l'Estat, número 215, el 7 de setembre de 1991.
68. Calp, 23 de juliol de 1991 (oficial, 26 de novembre de 1991)
Decret 129/1991, de 23 de juliol, del Consell de la Generalitat Valenciana, pel qual s'aprova la nova denominació del municipi en bilingüe: Calp en valencià i Calpe en Castellà.
Publicat al Diari Oficial de la Generalitat Valenciana, DOGV, número 1.606, el 19 d'agost de 1991. Publicat al Butlletí Oficial de l'Estat, número 283, 26 de novembre de 1991.
 

El 28 d'agost de 2009 mitjançant el Decret 125/2009 el municipi adaptà el topònim oficial a la forma única en valencià.
69. Orxeta, 15 d'octubre de 1991 (oficial, el 26 de novembre de 1991)
Decret 180/1991, de 15 d'octubre, del Consell de la Generalitat Valenciana, pel qual s'aprova el canvi de denominació del municipi d'Orcheta per la d'Orxeta.
Publicat al Diari Oficial de la Generalitat Valenciana, DOGV, número 1.647, el 22 d'octubre de 1991. Publicat al Butlletí Oficial de l'Estat, número 283, 26 de novembre de 1991.
70. els Poblets, 25 de novembre de 1991 (oficial, el 16 d'abril de 1992)
Decret 216/1991, de 25 de novembre, del Consell de la Generalitat Valenciana, pel qual aprova el canvi de denominació del municipi de Setla-Mirarrosa y Miraflor per la forma en valencià: Els Poblets.
Publicat al Diari Oficial de la Generalitat Valenciana, DOGV, número 1.681, l'11 de desembre de 1991. Publicat al Butlletí Oficial de l'Estat, número 92, el 16 d'abril de 1992.
71. Guadassuar, 2 de març de 1992 (oficial, el 8 de juny de 1992)
Decret 30/1992, de 2 de març, del Govern Valencià, pel qual aprova la nova denominació del municipi Guadasuar per Guadassuar.
Publicat al Diari Oficial de la Generalitat Valenciana, DOGV, número 1.744, el 13 de març de 1992. Publicat al Butlletí Oficial de l'Estat, número 137, el 8 de juny de 1992.
72. la Pobla Tornesa, 2 de març de 1992 (oficial, el 4 de juny de 1992)
Decret 31/1992, de 2 de març, del Govern valencià, pel qual aprova el canvi de denominació del municipi de Puebla Tornesa per la de la Pobla Tornesa.
Publicat al Diari Oficial de la Generalitat Valenciana, DOGV, número 1.739, el 6 de març de 1992. Publicat al Butlletí Oficial de l'Estat, número 134, el 4 de juny de 1992.
73. Quatretondeta, 28 d'abril de 1992 (oficial, el 23 de juliol de 1992)
Decret 70/1992, de 28 d'abril, del Govern Valencià, pel qual s'aprova el canvi de denominació del municipi de Cuatretondeta per la de Quatretondeta.
Publicat al Diari Oficial de la Generalitat Valenciana, DOGV, número 1.779, l'11 de maig de 1992. Publicat al Butlletí Oficial de l'Estat, número 176, el 23 de juliol de 1992.
74. Vilafamés, 28 d'abril de 1992 (oficial, el 23 de juliol de 1992)
Decret 71/1992, de 28 d'abril, del Govern Valencià, pel qual s'aprova el canvi de denominació del municipi de Villafamés pel de Vilafamés.
Publicat al Diari Oficial de la Generalitat Valenciana, DOGV, número 1.780, el 12 de maig de 1992. Publicat al Butlletí Oficial de l'Estat, número 176, el 23 de juliol de 1992.
75. Fontanars dels Alforins, 28 d'abril de 1992 (oficial, el 23 de juliol de 1992)
Decret 72/1992, de 28 d'abril, del Govern Valencià, pel qual s'aprova el canvi de denominació del municipi de Fontanares per Fontanars dels Alforins.
Publicat al Diari Oficial de la Generalitat Valenciana, DOGV, número 1.779, l'11 de maig de 1992. Publicat al Butlletí Oficial de l'Estat, número 176, el 23 de juliol de 1992.
76. el Verger, 8 de juny de 1992 (oficial, el 13 d'agost de 1992)
Decret 90/1992, de 8 de juny, del Govern Valencià, pel qual s'aprova el canvi de denominació del municipi de Vergel.
Publicat al Diari Oficial de la Generalitat Valenciana, DOGV, número 1.805, el 16 de juny de 1992. Publicat al Butlletí Oficial de l'Estat, número 194, el 13 d'agost de 1992.
77. Vilar de Canes, 8 de juny de 1992 (oficial, el 29 de setembre de 1992)
Decret 91/1992, de 8 de juny, del Govern Valencià, pel qual s'aprova la nova denominació del municipi de Villar de Canes per Vilar de Canes.
Publicat al Diari Oficial de la Generalitat Valenciana, DOGV, número 1.809, el 22 de juny de 1992. Publicat al Butlletí Oficial de l'Estat, número 234, el 29 de setembre de 1992.
78. la Torre d'en Besora, 22 de juny de 1992 (oficial, el 30 de setembre de 1992)
Decret 99/1992, de 22 de juny, del Govern Valencià, pel qual s'aprova el canvi de denominació del municipi de Torre Embesora (Castelló).
Publicat al Diari Oficial de la Generalitat Valenciana, DOGV, número 1.820, el 7 de juliol de 1992. Publicat al Butlletí Oficial de l'Estat, número 235, el 30 de setembre de 1992.
79. l'Alcora, 16 d'octubre de 1992 (oficial, el 14 de desembre de 1992)
Decret 168/1992, de 16 d'octubre, del Govern valencià, pel qual s'aprova el canvi de denominació del municipi d'Alcora per la forma bilingüe de l'Alcora en valencià i Alcora en castellà.
Publicat al Diari Oficial de la Generalitat Valenciana, DOGV, número 1.888, el 23 d'octubre de 1992. Publicat al Butlletí Oficial de l'Estat, número 299, el 14 de desembre de 1992.
 

El 26 de novembre de 1996 mitjançant el Decret 212/1996 el municipi oficialitzà la forma exclusiva en valencià del topònim.
80. Atzeneta del Maestrat, 26 d'octubre de 1992 (oficial, el 30 de gener de 1993)
Decret 173/1992, de 26 d'octubre, del Govern valencià, pel qual s'aprova el canvi de denominació del municipi d'Adzaneta.
Publicat al Diari Oficial de la Generalitat Valenciana, DOGV, número 1.894, el 2 de novembre de 1992. Publicat al Butlletí Oficial de l'Estat, número 26, el 30 de gener de 1993.
81. Xert, 23 de novembre de 1992 (oficial, el 22 de març de 1993)
Decret 197/1992, de 23 de novembre, del Govern Valencià, pel qual s'aprova el canvi de denominació en bilingüe del municipi de Chert en castellà i Xert en valencià.
Publicat al Diari Oficial de la Generalitat Valenciana, DOGV, número 1.916, el 2 de desembre de 1992. Publicat al Butlletí Oficial de l'Estat, número 69, el 22 de març de 1993.
 

El 4 de juliol de 2014 mitjançant el Decret 102/2014 el municipi oficialitzà la forma exclusiva en valencià del topònim.
82. Alberic, 7 de desembre de 1992 (oficial, el 26 de febrer de 1993)
Decret 213/1992, de 7 de desembre, del Govern valencià, pel qual aprova el canvi de denominació del municipi d'Alberique per la forma en valencià d'Alberic, de la província de València.
Publicat al Diari Oficial de la Generalitat Valenciana, DOGV, número 1.925, el 16 de desembre de 1992. Publicat al Butlletí Oficial de l'Estat, número 49, el 26 de febrer de 1993.
83. la Mata, oficialment La Mata de Morella, 28 de desembre de 1992, que no entrà en vigor(*).
Decret 231/1992, de 28 de desembre, del Govern valencià, pel qual aprova el canvi de denominació del municipi de la Mata de Morella.
Publicat al Diari Oficial de la Generalitat Valenciana, DOGV, número 1.942, el 13 de gener de 1993.
(*) El 13 de gener del 1993 el DOGV va publicar el canvi de denominació de «La Mata de Morella» per «la Mata», nom que, en aplicació de la legislació estatal, finalment no es va arribar a oficialitzar, ja que, com a conseqüència de l’existència anterior de la denominació oficial homònima d’un municipi toledà (La Mata), no es va publicar en el BOE ni va ser incorporat al Registre d’Entitats Locals.
84. Xodos, oficialment Xodos / Chodos, 8 de febrer de 1993 (oficial, el 17 d'abril de 1993)
Decret 21/1993, de 8 de febrer, del Govern Valencià, pel qual aprova el canvi de denominació del municipi de Chodos (Castelló) per la forma bilingüe de Xodos en valencià i Chodos en castellà.
Publicat al Diari Oficial de la Generalitat Valenciana, DOGV, número 1.963, el 12 de febrer de 1993. Publicat al Butlletí Oficial de l'Estat, número 92, el 17 d'abril de 1993.
85. Torres Torres, 17 de maig de 1993 (oficial, el 17 de juliol de 1993)
Decret 60/1993, de 17 de maig, del Govern Valencià, pel qual aprova el canvi de denominació del municipi de Torres-Torres per la de Torres Torres.
Publicat al Diari Oficial de la Generalitat Valenciana, DOGV, número 2.029, el 21 de maig de 1993. Publicat al Butlletí Oficial de l'Estat, número 170, el 17 de juliol de 1993.
86. la Vall d'Alcalà, 17 de maig de 1993 (oficial, el 22 de juliol de 1993)
Decret 61/1993, de 17 de maig, del Govern Valencià, pel qual s'aprova el canvi de denominació del municipi de Vall de Alcalá per la forma valenciana de la Vall d'Alcalà.
Publicat al Diari Oficial de la Generalitat Valenciana, DOGV, número 2.036, l'1 de juny de 1993. Publicat al Butlletí Oficial de l'Estat, número 174, el 22 de juliol de 1993.
87. Penàguila, 19 de juliol de 1993 (oficial, el 25 d'octubre de 1993)
Decret 108/1993, de 19 de juliol, del Govern Valencià, pel qual aprova el canvi de denominació del municipi de Penáguila.
Publicat al Diari Oficial de la Generalitat Valenciana, DOGV, número 2.082, el 6 d'agost de 1993. Publicat al Butlletí Oficial de l'Estat, número 255, el 25 d'octubre de 1993.
88. Cerdà, 19 de juliol de 1993 (oficial, el 25 d'octubre de 1993)
Decret 109/1993, de 19 de juliol, del Govern Valencià, pel qual aprova el canvi de denominació del municipi de Cerdá.
Publicat al Diari Oficial de la Generalitat Valenciana, DOGV, número 2.082, el 6 d'agost de 1993. Publicat al Butlletí Oficial de l'Estat, número 255, el 25 d'octubre de 1993.
89. Moncofa, 30 de juliol de 1993 (oficial, el 25 d'octubre de 1993)
Decret 131/1993, de 30 de juliol, del Govern Valencià, pel qual aprova el canvi de denominació del municipi de Moncófar.
Publicat al Diari Oficial de la Generalitat Valenciana, DOGV, número 2.089, el 23 d'agost de 1993. Publicat al Butlletí Oficial de l'Estat, número 255, el 25 d'octubre de 1993.
90. la Salzadella, 30 de juliol de 1993 (oficial, el 25 d'octubre de 1993)
Decret 132/1993, de 30 de juliol, del Govern Valencià, pel qual s'aprova el canvi de denominació del municipi de Salsadella.
Publicat al Diari Oficial de la Generalitat Valenciana, DOGV, número 2.089, el 23 d'agost de 1993. Publicat al Butlletí Oficial de l'Estat, número 255, el 25 d'octubre de 1993.
91. el Camp de Mirra, oficialment el Camp de Mirra / Campo de Mirra, 17 d'agost de 1993 (oficial, el 25 d'octubre de 1993)
Decret 148/1993, de 17 d'agost, del Govern Valencià, pel qual s'aprova el canvi de denominació del municipi de Campo de Mirra, per la forma bilingüe el Camp de Mirra en valencià i Campo de Mirra en castellà.
Publicat al Diari Oficial de la Generalitat Valenciana, DOGV, número 2.096, el 6 de setembre de 1993. Publicat al Butlletí Oficial de l'Estat, número 255, el 25 d'octubre de 1993.
92. Rossell, 17 d'agost de 1993 (oficial, el 25 d'octubre de 1993) 
Decret 149/1993, de 17 d'agost, del Govern valencià, pel qual s'aprova el canvi de denominació del municipi de Rosell.
Publicat al Diari Oficial de la Generalitat Valenciana, DOGV, número 2.096, el 6 de setembre de 1993. Publicat al Butlletí Oficial de l'Estat, número 255, el 25 d'octubre de 1993.
93. les Coves de Vinromà, 17 d'agost de 1993 (oficial, el 25 d'octubre de 1993)
Decret 150/1993, de 17 d'agost, del Govern Valencià, pel qual s'aprova el canvi de denominació del municipi Cuevas de Vinromá (Castelló).
Publicat al Diari Oficial de la Generalitat Valenciana, DOGV, número 2.096, el 6 de setembre de 1993. Publicat al Butlletí Oficial de l'Estat, número 255, el 25 d'octubre de 1993.
94. Real, 31 d'agost de 1993 (oficial, el 25 d'octubre de 1993)
Decret 156/1993, de 31 d'agost, del Govern Valencià, pel qual aprova el canvi de denominació del municipi de Real de Montroy per la forma valenciana de Real de Montroi.
Publicat al Diari Oficial de la Generalitat Valenciana, DOGV, número 2.102, el 14 de setembre de 1993. Publicat al Butlletí Oficial de l'Estat, número 255, el 25 d'octubre de 1993.
 

El 28 d'agost de 2009 mitjançant el Decret 126/2009 adoptà el nom de Real com a topònim oficial del municipi.
95. la Torre de les Maçanes, oficialment la Torre de les Maçanes / Torremanzanas, 9 de novembre de 1993 (oficial, el 2 de febrer de 1994)
Decret 206/1993, de 9 de novembre, del Govern Valencià, pel qual s'aprova el canvi de denominació del municipi de Torremanzanas per la forma bilingüe de la Torre de les Maçanes, en valencià, i Torremanzanas, en castellà.
Publicat al Diari Oficial de la Generalitat Valenciana, DOGV, número 2.147, el 18 de novembre de 1993. Publicat al Butlletí Oficial de l'Estat, número 28, el 2 de febrer de 1994.
96. Sant Vicent del Raspeig, oficialment Sant Vicent del Raspeig / San Vicente del Raspeig, 9 de novembre de 1993 (oficial, el 2 de febrer de 1994)
Decret 207/1993, de 9 de novembre, del Govern Valencià, pel qual s'aprova el canvi de denominació del municipi de San Vicente del Raspeig.
Publicat al Diari Oficial de la Generalitat Valenciana, DOGV, número 2.149, el 22 de novembre de 1993. Publicat al Butlletí Oficial de l'Estat, número 28, el 2 de febrer de 1994.
97. Dénia, 9 de novembre de 1993 (oficial, el 2 de febrer de 1994)
Decret 208/1993, de 9 de novembre, del Govern Valencià, pel qual s'aprova el canvi de denominació del municipi de Denia per la forma valenciana de Dénia.
Publicat al Diari Oficial de la Generalitat Valenciana, DOGV, número 2.148, el 19 de novembre de 1993. Publicat al Butlletí Oficial de l'Estat, número 28, el 2 de febrer de 1994.
98. Banyeres de Mariola, 9 de novembre de 1993 (oficial, el 2 de febrer de 1994)
Decret 209/1993, de 9 de novembre, del Govern Valencià, pel qual s'aprova el canvi de denominació del municipi de Bañeres per la forma en valencià Banyeres de Mariola.
Publicat al Diari Oficial de la Generalitat Valenciana, DOGV, número 2.147, el 18 de novembre de 1993. Publicat al Butlletí Oficial de l'Estat, número 28, el 2 de febrer de 1994.
99. Benimassot, 7 de desembre de 1993 (oficial, el 18 de març de 1994)
Decret 239/1993, de 7 de desembre, del Govern Valencià, pel qual s'aprova el canvi de denominació del municipi de Benimasot per la forma en valencià de Benimassot.
Publicat al Diari Oficial de la Generalitat Valenciana, DOGV, número 2.169, el 22 de desembre de 1993. Publicat al Butlletí Oficial de l'Estat, número 66, el 18 de març de 1994.
100. Monòver, oficialment Monòver / Monóvar, 30 de desembre de 1993 (oficial, el 24 de març de 1994)
Decret 256/1993, de 30 de desembre, del Govern Valencià, pel qual s'aprova el canvi de denominació del municipi de Monóvar per la forma bilingüe de Monòver en valencià i Monóvar en castellà.
Publicat al Diari Oficial de la Generalitat Valenciana, DOGV, número 2.190, el 21 de gener de 1994. Publicat al Butlletí Oficial de l'Estat, número 71, el 24 de març de 1994
101. Xaló, 8 de febrer de 1994 (oficial, el 15 d'abril de 1994)
Decret 21/1994, de 8 de febrer, del Govern Valencià, pel qual s'aprova el canvi de denominació del municipi de Jalón per la forma bilingüe de Xaló en valencià i Jalón en castellà.
Publicat al Diari Oficial de la Generalitat Valenciana, DOGV, número 2.207, el 15 de febrer de 1994. Publicat al Butlletí Oficial de l'Estat, número 90, el 15 d'abril de 1994.
 

El 28 de setembre de 2007 mitjançant el Decret 166/2007 el municipi oficialitzà la forma única en valencià del topònim.
102. l'Alfàs del Pi, 8 de febrer de 1994 (oficial, el 15 d'abril de 1994)
Decret 22/1994, de 8 de febrer, del Govern Valencià, pel qual s'aprova el canvi de denominació del municipi d'Alfaz del Pi per la forma en valencià de l'Alfàs del Pi.
Publicat al Diari Oficial de la Generalitat Valenciana, DOGV, número 2.206, el 14 de febrer de 1994. Publicat al Butlletí Oficial de l'Estat, número 90, el 15 d'abril de 1994.
103. Alcoleja, 29 de març de 1994 (oficial, el 9 de juny de 1994)
Decret 64/1994, de 29 de març, del Govern Valencià, pel qual s'aprova el canvi de denominació del municipi d'Alcolecha per la forma en valencià d'Alcoleja.
Publicat al Diari Oficial de la Generalitat Valenciana, DOGV, número 2.241, el 7 d'abril de 1994. Publicat al Butlletí Oficial de l'Estat, número 137, el 9 de juny de 1994.
104. l'Alqueria d'Asnar, 29 de març de 1994 (oficial, el 9 de juny de 1994)
Decret 65/1994, de 29 de març, del Govern Valencià, pel qual s'aprova el canvi de denominació del municipi d'Alquería de Aznar per la forma en valencià de l'Alqueria d'Asnar.
Publicat al Diari Oficial de la Generalitat Valenciana, DOGV, número 2.246, el 15 d'abril de 1994. Publicat al Butlletí Oficial de l'Estat, número 137, el 9 de juny de 1994.
105. Suera, oficialment Suera / Sueras, 10 de maig de 1994 (oficial, el 14 de juliol de 1994)
Decret 87/1994, de 10 de maig, del Govern Valencià, pel qual s'aprova el canvi de denominació del municipi de Sueras per la forma bilingüe de Suera en valencià i Sueras en castellà.
Publicat al Diari Oficial de la Generalitat Valenciana, DOGV, número 2.273, el 24 de maig de 1994. Publicat al Butlletí Oficial de l'Estat, número 167, el 14 de juliol de 1994.
106. el Poble Nou de Benitatxell, oficialment el Poble Nou de Benitatxell / Benitachell, 18 de juliol de 1994 (oficial, el 20 d'octubre de 1994)
Decret 136/1994, de 18 de juliol, del Govern Valencià, pel qual s'aprova el canvi de denominació del municipi de Benitachell per la forma bilingüe del Poble Nou de Benitatxell en valencià i Benitachell en castellà.
Publicat al Diari Oficial de la Generalitat Valenciana, DOGV, número 2.329, el 19 d'agost de 1994. Publicat al Butlletí Oficial de l'Estat, número 251, el 20 d'octubre de 1994.
107. Castelló de la Ribera (des de 2020, Castelló), 18 de juliol de 1994 (oficial, el 20 d'octubre de 1994)
Decret 137/1994, de 18 de juliol, del Govern Valencià, pel qual s'aprova el canvi de. denominació del municipi de Villanueva de Castellón per la forma de Castelló de la Ribera. [94/5087]
Publicat al Diari Oficial de la Generalitat Valenciana, DOGV, número 2.318, el 26 de juliol de 1994. Publicat al Butlletí Oficial de l'Estat, número 251, el 20 d'octubre de 1994.
 

El 20 de setembre de 1982 s'havia canviat el topònim Villanueva de Castellón pel de Vilanova de Castelló; i el 28 d'agost de 1986 s'havia anul·lat aquest Decret per sentència de l'Audiència Territorial de València. 
 

El 18 de juliol de 1994, per Decret 137/1994, es tornà a canviar, aquesta vegada per Castelló de la Ribera. Per sentència del Tribunal Superior de Justícia de la Comunitat Valenciana (TSJCV) l'1 d'octubre de 1998 s'anul·là el canvi. Una sentència de cassació del Tribunal Suprem va restablir la vigència del Decret 137/1994 el 20 de maig de 2004 i va retrotraure les actuacions del TSJCV. El 19 de juliol de 2005, altra sentència del TSJCV li tornà el nom de Villanueva de Castellón. Finalment, el 4 de setembre de 2020, s'aprovà el topònim Castelló.
108. Gandia, 8 de novembre de 1994
Decret 229/1994, de 8 de novembre, del Govern Valencià, pel qual aprova el canvi de denominació del municipi de Gandía.
Publicat al Diari Oficial de la Generalitat Valenciana, DOGV, número 2.390, el 18 de novembre de 1994.
109. Almiserà, 16 de maig de 1995
Decret 82/1995, de 16 de maig, del Govern Valencià, pel qual s'aprova el canvi de denominació del municipi d'Almiserat per la forma en valencià Almiserà.
Publicat al Diari Oficial de la Generalitat Valenciana, DOGV, número 2.520, l'1 de juny de 1995.
110. Montaverner, 29 de desembre de 1995
Decret 364/1995, de 29 de desembre, del Govern Valencià, pel qual s'aprova el canvi de denominació del municipi de Montaberner per la forma en valencià de Montaverner.
Publicat al Diari Oficial de la Generalitat Valenciana, DOGV, número 2.667, el 15 de gener de 1996.
111. Sant Joan de Moró, 29 de desembre de 1995
Decret 365/1995, de 29 de desembre, del Govern Valencià, pel qual s'aprova el canvi de denominació del municipi de San Juan de Moró per la forma en valencià de Sant Joan de Moró.
Publicat al Diari Oficial de la Generalitat Valenciana, DOGV, número 2.677, el 30 de gener de 1996.
112. Atzeneta d'Albaida, 5 de febrer de 1996
Decret 19/1996, de 5 de febrer, del Govern Valencià, pel qual s'aprova el canvi de denominació del municipi d'Adzaneta de Albaida per la forma en valencià d'Atzeneta d'Albaida.
Publicat al Diari Oficial de la Generalitat Valenciana, DOGV, número 2.684, el 8 de febrer de 1996.
113. Benirredrà, 5 de març de 1996
Decret 36/1996, de 5 de març, del Govern Valencià, pel qual s'aprova el canvi de denominació del municipi de Benirredrá per la forma en valencià de Benirredrà.
Publicat al Diari Oficial de la Generalitat Valenciana, DOGV, número 2.707, el 12 de març de 1996.
114. la Pobla de Benifassà, 16 d'abril de 1996
Decret 74/1996, de 16 d'abril, del Govern Valencià, pel qual s'aprova el canvi de denominació del municipi de Puebla de Benifasar per la forma tradicional en valencià de la Pobla de Benifassà.
Publicat al Diari Oficial de la Generalitat Valenciana, DOGV, número 2.732, el 22 d'abril de 1996.
115. Albocàsser, 13 d'agost de 1996
Decret 155/1996, de 13 d'agost, del Govern Valencià, pel qual s'aprova el canvi de denominació de municipi d'Albocácer per la forma en valencià d'Albocàsser.
Publicat al Diari Oficial de la Generalitat Valenciana, DOGV, número 2.814, el 26 d'agost de 1996.
116. Alcalà de Xivert, 29 de novembre de 1996
Decret 205/1996, de 5 de novembre, del Govern Valencià, pel qual s'aprova el canvi de denominació del municipi d'Alcalá de Chivert per la forma en valencià d'Alcalà de Xivert, i canvi dels topònims Cap i Corp per Capicorb, i Alcocebre per Alcossebre.
Publicat al Diari Oficial de la Generalitat Valenciana, DOGV, número 2.880, el 29 de novembre de 1996.
117. l'Alcora, 26 de novembre de 1996
Decret 212/1996, de 26 de novembre, del Govern Valencià, pel qual s'aprova el canvi de la denominació bilingüe del municipi d'Alcora-l'Alcora per la forma en valencià de l'Alcora.
Publicat al Diari Oficial de la Generalitat Valenciana, DOGV, número 2.893, el 19 de desembre de 1996. 
 

El 16 d'octubre de 1992 mitjançant el Decret 168/1992 el municipi havia oficialitzat la forma bilingüe del topònim.
118. Beneixama, 10 de desembre de 1996
Decret 225/1996, de 10 de desembre, del Govern Valencià, pel qual s'aprova el canvi de denominació del municipi de Benejama per la forma en valencià de Beneixama.
Publicat al Diari Oficial de la Generalitat Valenciana, DOGV, número 2.903, el 7 de gener de 1997.
119. Càlig, 4 de maig de 1999
Decret 65/1999, de 4 de maig, del Govern Valencià, pel qual s'aprova el canvi de denominació del municipi de Cálig per la forma en valencià de Càlig. [1999/X4342]
Publicat al Diari Oficial de la Generalitat Valenciana, DOGV, número 3.493, el 12 de maig de 1999.
120. el Ràfol d'Almúnia, 4 de maig de 1999
Decret 66/1999, de 4 de maig, del Govern Valencià, pel qual s'aprova el canvi de denominació del municipi de Ráfol de Almunia per la forma en valencià del Ràfol d'Almúnia. [1999/M4335]
Publicat al Diari Oficial de la Generalitat Valenciana, DOGV, número 3.494, el 13 de maig de 1999.
121. Llocnou d'en Fenollet, Sant Joan d'Alacant, Crevillent, la Vall de Laguar, Benigembla, el Palomar i Càrcer, 23 de desembre de 1999
Decret 236/1999, de 23 de desembre, del Govern Valencià, pel qual s'aprova l'alteració del nom de determinats municipis. [1999/X10954]
Publicat al Diari Oficial de la Generalitat Valenciana, DOGV, número 3.655, el 29 de desembre de 1999.
122. Alcàsser, 28 de març de 2000
Decret 40/2000, de 28 de març, del Govern Valencià, pel qual s'aprova el canvi de denominació del municipi d'Alcácer per la forma en valencià Alcàsser. [2000/X2546]
Publicat al Diari Oficial de la Generalitat Valenciana, DOGV, número 3.722, el 3 d'abril de 2000.
123. Aielo de Rugat, 12 de desembre de 2000
Decret 137/2000, de 12 de setembre, del Govern Valencià, pel qual s'aprova el canvi de denominació del municipi d'Ayelo de Rugat per la forma en valencià d'Aielo de Rugat. [2000/S7595]
Publicat al Diari Oficial de la Generalitat Valenciana, DOGV, número 3.841, el 21 de setembre de 2000.
124. la Llosa de Ranes, 27 de febrer de 2000
Decret 38/2001, de 27 de febrer, del Govern Valencià, per la qual s'aprova el canvi de denominació del municipi de Llosa de Ranes per la forma en valencià la Llosa de Ranes. [2001/X1880]
Publicat al Diari Oficial de la Generalitat Valenciana, DOGV, número 3.950, l'1 de març de 2001.
125. Guardamar de la Safor, 2 d'abril de 2001
Decret 79/2001, de 2 d'abril, del Govern Valencià, pel qual s'aprova el canvi de denominació del municipi de Guardamar per la forma en valencià de Guardamar de la Safor. [2001/M3133]
Publicat al Diari Oficial de la Generalitat Valenciana, DOGV, número 3.975, el 6 d'abril de 2001.
126. Benissoda, 26 de juny de 2001
Decret 119/2001, de 26 de juny, del Govern Valencià, pel qual s'aprova el canvi de denominació del municipi de Benisoda per la forma en valencià de Benissoda. [2001/X6408]
Publicat al Diari Oficial de la Generalitat Valenciana, DOGV, número 4.033, el 2 de juliol de 2001.
127. Sant Jordi, oficialment Sant Jordi / San Jorge, 5 d'octubre de 2001
Decret 150/2001, de 5 d'octubre, del Govern Valencià, pel qual s'aprova el canvi de denominació del municipi de San Jorge per la forma bilingüe de Sant Jordi/San Jorge. [2001/M9852]
Publicat al Diari Oficial de la Generalitat Valenciana, DOGV, número 4.106, el 15 d'octubre de 2001.
128. Rotglà i Corberà, 5 d'octubre de 2001
Decret 151/2001, de 5 d'octubre, del Govern Valencià, pel qual s'aprova el canvi de denominació del municipi de Rotglá y Corberá per la forma en valencià de Rotglà i Corberà. [2001/X9853]
Publicat al Diari Oficial de la Generalitat Valenciana, DOGV, número 4.105, l'11 d'octubre de 2001.
129. la Vilavella, 5 d'octubre de 2001
Decret 152/2001, de 5 d'octubre, del Govern Valencià, pel qual s'aprova el canvi de denominació del municipi de Villavieja per la forma en valencià de la Vilavella. [2001/S9854]
Publicat al Diari Oficial de la Generalitat Valenciana, DOGV, número 4.105, l'11 d'octubre de 2001.
130. Xilxes, oficialment Xilxes / Chilches, 15 de novembre de 2001
Decret 183/2001, de 15 de novembre, del Govern Valencià, pel qual s'aprova el canvi de denominació del municipi de Chilches per la forma bilingüe de Chilches/Xilxes. [2001/X11155]
Publicat al Diari Oficial de la Generalitat Valenciana, DOGV, número 4.131, el 20 de novembre de 2001.
131. el Castell de Guadalest, 8 de gener de 2002
Decret 6/2002, de 8 de gener, del Govern Valencià, pel qual s'aprova el canvi de denominació del municipi de Guadalest per la forma en valencià el Castell de Guadalest. [2002/X236]
Publicat al Diari Oficial de la Generalitat Valenciana, DOGV, número 4.167, el 14 de gener de 2002.
132. Muro, oficialment Muro de Alcoy, 3 de desembre de 2002
Decret 196/2002, de 3 de desembre, del Govern Valencià, pel qual es denega el canvi de denominació del municipi de Muro d'Alcoy per la forma Muro. [2002/X13536]
Publicat al Diari Oficial de la Generalitat Valenciana, DOGV, número 4.394, el 9 de desembre de 2002.
133. l'Alqueria de la Comtessa, 3 de desembre de 2002
Decret 197/2002, de 3 de desembre, del Govern Valencià, pel qual s'aprova el canvi de denominació bilingüe del municipi de l'Alqueria de la Comtessa/Alquería de la Condesa per la forma única en valencià de l'Alqueria de la Comtessa. [2002/X13528]
Publicat al Diari Oficial de la Generalitat Valenciana, DOGV, número 4.394, el 9 de desembre de 2002. 
 

El 9 de desembre de 1986 mitjançant el Decret 154/1986 el municipi havia adoptat la forma bilingüe com a topònim oficial.
134. Castelló de la Ribera, oficialment Castelló, 6 de maig de 2004
Resolució de 6 de maig de 2004, del director general d'Administració Local de la Conselleria de Justícia i Administracions Públiques, per la qual es fa pública la Resolució de la Sentència de 21 d'abril de 2004, del Tribunal Suprem, en el Recurs de Cassació 391/01, interposat per l'Ajuntament de Castelló de la Ribera, contra la Sentència, de 13 de febrer de 1998, dictada per la Sala Contenciosa Administrativa del Tribunal Superior de Justícia de la Comunitat Valenciana, Secció Primera, en el Recurs 2.370/94, en què s'impugnava el Decret 137/1994, de 18 de juliol, pel qual s'aprovava el canvi de denominació del municipi de Villanueva de Castellón per la forma en valencià de Castelló de la Ribera. [2004/X5113]
Publicada al Diari Oficial de la Generalitat Valenciana, DOGV, número 4.757, el 20 de maig de 2004. 
 

El 20 de setembre de 1982 s'havia canviat el topònim Villanueva de Castellón pel de Vilanova de Castelló; i el 28 d'agost de 1986 s'havia anul·lat aquest Decret per sentència de l'Audiència Territorial de València. El 18 de juliol de 1994, per Decret 137/1994, s'havia tornat a canviar, aquesta vegada per Castelló de la Ribera. Per sentència del Tribunal Superior de Justícia de la Comunitat Valenciana (TSJCV) l'1 d'octubre de 1998 s'havia anul·lat el canvi. 
 

Amb aquesta sentència de cassació del Tribunal Suprem es va restablir la vigència del Decret 137/1994 el 20 de maig de 2004 i va retrotraure les actuacions del TSJCV. El 19 de juliol de 2005, altra sentència del TSJCV li tornà el nom de Villanueva de Castellón. Finalment, el 4 de setembre de 2020, s'aprovà el topònim Castelló.
135. Tàrbena, 21 de maig de 2004
Decret 81/2004, de 21 de maig, del Consell de la Generalitat, pel qual s'aprova el canvi de denominació del municipi de Tárbena per la forma en valencià de Tàrbena. [2004/5326]
Publicat al Diari Oficial de la Generalitat Valenciana, DOGV, número 4.760, el 25 de maig de 2004.
136. Vilafranca, oficialment Vilafranca / Villafranca del Cid, 21 de maig de 2004
Decret 82/2004, de 21 de maig, del Consell de la Generalitat, pel qual s'aprova el canvi de denominació del municipi de Villafranca del Cid per la forma bilingüe de Villafranca del Cid/Vilafranca. [2004/5328]
Publicat al Diari Oficial de la Generalitat Valenciana, DOGV, número 4.760, el 25 de maig de 2004.
137. el Pinós, oficialment el Pinós / Pinoso, 14 de gener de 2005
Decret 3/2005, de 14 de gener, del Consell de la Generalitat, pel qual s'aprova el canvi de denominació del municipi de Pinoso per la forma bilingüe el Pinós / Pinoso. [2005/X368]
Publicat al Diari Oficial de la Generalitat Valenciana, DOGV, número 4.926, el 18 de gener de 2005.
138. Llocnou de la Corona, 4 de febrer de 2005
Decret 21/2005, de 4 de febrer, del Consell de la Generalitat, per la qual s'aprova el canvi de denominació del municipi de Lugar Nuevo de la Corona per la forma valenciana Llocnou de la Corona. [2005/M1243]
Publicat al Diari Oficial de la Generalitat Valenciana, DOGV, número 4.941, el 8 de febrer de 2005.
139. Montserrat, 3 de juny de 2005
Decret 104/2005, de 3 de juny, del Consell de la Generalitat, pel qual s'aprova el canvi de denominació del municipi de Monserrat per la forma valenciana de Montserrat. [2005/X6595]
Publicat al Diari Oficial de la Generalitat Valenciana, DOGV, número 5.024, el 9 de juny de 2005.
140. Vila-real, 1 de desembre de 2006
Decret 180/2006, d'1 de desembre, del Consell, pel qual s'aprova el canvi de denominació del municipi de Villarreal/Vila-real per la forma exclusiva en valencià Vila-real. [2006/F14222]
Publicat al Diari Oficial de la Generalitat Valenciana, DOGV, número 5.402, el 5 de desembre de 2006. 
 

El Decret de 15 de novembre de 1982 havia oficialitzat la forma bilingüe del topònim.
141. el Fondó de les Neus, oficialment el Fondó de les Neus / Hondón de las Nieves, 2 de desembre de 2005
Decret 185/2005, de 2 de desembre, del Consell de la Generalitat, pel qual s'aprova el canvi de denominació del municipi d'Hondón de las Nieves per la forma en valencià del Fondó de les Neus. [2005/X13518]
Publicat al Diari Oficial de la Generalitat Valenciana, DOGV, número 5.150, el 7 de desembre de 2005. 
 

El 23 de febrer de 2007 amb el Decret 23/2007 el municipi modificà el topònim i l'adoptà a la forma bilingüe.
142. la Vall d'Ebo, 22 de desembre de 2006
Decret 188/2006, de 22 de desembre, del Consell, per la qual s'aprova el canvi de denominació del municipi de Vall de Ebo, por la forma exclusiva en valencià de la Vall d'Ebo. [2006/15138]
Publicat al Diari Oficial de la Generalitat Valenciana, DOGV, número 5.415, el 27 de desembre de 2006.
143. el Fondó de les Neus, oficialment el Fondó de les Neus / Hondón de las Nieves, 23 de febrer de 2007
Decret 23/2007, de 23 de febrer, de Consell, pel qual s'aprova el canvi de denominació del municipi del Fondó de les Neus per la forma bilingüe: el Fondó de les Neus / Hondón de las Nieves. [2007/2552]
Publicat al Diari Oficial de la Generalitat Valenciana, DOCV, número 5.459, el 27 de febrer de 2007. 
 

El 2 de desembre de 2005 mitjançant el Decret 185/2005 el municipi havia adoptat el topònim oficial únicament en valencià.
144. Montitxelvo, oficialment Montitxelvo / Montichelvo, 18 de maig de 2007
Decret 73/2007, de 18 de maig, del Consell, pel qual s'aprova el canvi de denominació del municipi de Montichelvo per la forma bilingüe: Montitxelvo/Montichelvo. [2007/6488]
Publicat al Diari Oficial de la Generalitat Valenciana, DOCV, número 5.517, el 22 de maig de 2007.
145. Xaló, 28 de setembre de 2007
Decret 166/2007, de 28 de setembre, del Consell, pel qual s'aprova el canvi de denominació del municipi de Jalón/Xaló per la forma exclusiva en valencià Xaló. [2007/11936]
Publicat al Diari Oficial de la Generalitat Valenciana, DOCV, número 5.611, el 2 d'octubre de 2007. 
 

El 8 de febrer de 1994 mitjançant el Decret 21/1994 el municipi havia oficialitzat la forma bilingüe del topònim.
146. Peníscola, oficialment Peníscola / Peñíscola, 27 de juny de 2008
Decret 90/2008, de 27 de juny, del Consell pel qual s'aprova el canvi de denominació del municipi Peñíscola per la forma bilingüe de Peníscola/Peñíscola. [2008/8108]
Publicat al Diari Oficial de la Generalitat Valenciana, DOCV, número 5.796, l'1 de juliol de 2008.
147. la Torre d'en Doménec, 27 de juny de 2008
Decret 91/2008, de 27 de juny, del Consell, pel qual s'aprova el canvi de denominació del municipi Torre Endoménech per la forma exclusiva en valencià la Torre d'en Doménec. [2008/8126]
Publicat al Diari Oficial de la Generalitat Valenciana, DOCV, número 5.796, l'1 de juliol de 2008.
148. Borriana, oficialment Borriana / Burriana, 3 d'octubre de 2008
Decret 141/2008, de 3 d'octubre, del Consell, pel qual aprova el canvi de denominació del municipi de Burriana per la forma bilingüe Borriana/Burriana. [2008/11570]
Publicat al Diari Oficial de la Generalitat Valenciana, DOCV, número 5.865, el 7 d'octubre de 2008.
149. Sant Joanet, 17 d'octubre de 2008
Decret 160/2008, de 17 d'octubre, del Consell, pel qual s'aprova el canvi de denominació del municipi de San Juan de Énova per la forma exclusiva en valencià de Sant Joan de l'Ènova. [2008/12075]
Publicat al Diari Oficial de la Generalitat Valenciana, DOCV, número 5.875, el 21 d'octubre de 2008. 
 

El 29 de gener de 2010 mitjançant el Decret 26/2010 el municipi adoptà el topònim de Sant Joanet.
150. Calp, 28 d'agost de 2009
Decret 125/2009, de 28 d'agost, del Consell, pel qual s'aprova el canvi de denominació del municipi de Calp/Calpe per la forma exclusiva en valencià de Calp. [2009/9785]
Publicat al Diari Oficial de la Generalitat Valenciana, DOCV, número 6.092, l'1 de setembre de 2008. 
 

El 23 de juliol de 1991 mitjançant el Decret 129/1991 el municipi havia oficialitzat la forma bilingüe del topònim.
151. Real, 28 d'agost de 2009
Decret 126/2009, de 28 d'agost, del Consell, pel qual s'aprova el canvi de denominació del municipi de Real de Montroi per la forma exclusiva en valencià de Real. [2009/9787]
Publicat al Diari Oficial de la Generalitat Valenciana, DOCV, número 6.092, l'1 de setembre de 2008. 
 

El 31 d'agost de 1993 mitjançant el Decret 156/1993 el municipi havia adoptat el topònim oficial de Real de Montroi.
152. Ares del Maestrat, 6 de novembre de 2009
Decret 204/2009, de 6 de novembre, del Consell, pel qual s'aprova el canvi de denominació del municipi d'Ares del Maestre per la forma exclusiva en valencià d'Ares del Maestrat. [2009/12817]
Publicat al Diari Oficial de la Generalitat Valenciana, DOCV, número 6.141, el 10 de novembre de 2009.
153. Alfara de la Baronia, 15 de gener de 2010
Decret 16/2010, de 15 de gener, del Consell, pel qual s'aprova el canvi de denominació del municipi d'Alfara de Algimia per la forma exclusiva en valencià d'Alfara de la Baronia. [2010/389]
Publicat al Diari Oficial de la Generalitat Valenciana, DOCV, número 6.187, el 19 de gener de 2010.
154. Sant Joanet, 29 de gener de 2010
Decret 26/2010, de 29 de gener, del Consell, pel qual s'aprova el canvi de denominació del municipi de Sant Joan de l'Ènova per la forma exclusiva en valencià de Sant Joanet. [2010/1042]
Publicat al Diari Oficial de la Generalitat Valenciana, DOCV, número 6.197, el 2 de febrer de 2010. 
 

El 17 d'octubre de 2008 mitjançant el Decret 160/2008 el municipi havia adoptat el topònim Sant Joan de l'Ènova.
155. Massalavés, 16 d'abril de 2010
Decret 64/2010, de 16 d'abril, el Consell, pel qual s'aprova el canvi de denominació del municipi de Masalavés per la forma exclusiva en valencià de Massalavés. [2010/4251]
Publicat al Diari Oficial de la Generalitat Valenciana, DOCV, número 6.249, el 20 d'abril de 2010.
156. Guadasséquies, 21 d'octubre de 2011
Decret 155/2011, de 21 d'octubre, del Consell, pel qual s'aprova el canvi de denominació del municipi de Guadasequies per la forma exclusiva en valencià de Guadasséquies. [2011/10757]
Publicat al Diari Oficial de la Generalitat Valenciana, DOCV, número 6.636, el 24 d'octubre de 2011.
157. el Puig de Santa Maria, 28 de setembre de 2012
Decret 140/2012, de 28 de setembre, del Consell, pel qual s'aprova la nova denominació del municipi del Puig de Santa Maria. [2012/9020]
Publicat al Diari Oficial de la Generalitat Valenciana, DOCV, número 6.873, l'1 d'octubre de 2012.
158. Rafelbunyol, 5 d'octubre de 2012
Decret 144/2012, de 5 d'octubre, del Consell, pel qual s'aprova la nova denominació del Municipi de Rafelbunyol. [2012/9226]
Publicat al Diari Oficial de la Generalitat Valenciana, DOCV, número 6.878, el 8 d'octubre de 2012. 
 

L'11 d'octubre de 1988 mitjançant el Decret 155/1988 el municipi havia adoptat el topònim Rafelbunyol/Rafelbuñol.
159. Benigànim, 26 d'octubre de 2012
Decret 164/2012, de 26 d'octubre, del Consell, pel qual s'aprova la nova denominació del Municipi de Benigànim. [2012/9954]
Publicat al Diari Oficial de la Generalitat Valenciana, DOCV, número 6.891, el 29 d'octubre de 2012.
160. la Serratella, 8 de febrer de 2013
Decret 29/2013, de 8 de febrer, del Consell, pel qual s'aprova el canvi de denominació del municipi de Sarratella per la forma exclusiva en valencià de la Serratella.
Publicat al Diari Oficial de la Generalitat Valenciana, DOCV, número 6.962, l'11 de febrer de 2013.
161. Callosa d'en Sarrià, 10 de maig de 2013
Decret 59/2013, de 10 de maig, del Consell, pel qual s'aprova el canvi de denominació del municipi de Callosa d'en Sarrià per la forma exclusiva en valencià de Callosa d'en Sarrià.
Publicat al Diari Oficial de la Generalitat Valenciana, DOCV, número 7.022, el 13 de juny de 2013. 
 

El 29 d'abril de 1985, mitjançant el Decret 50/1985 el municipi adoptà com a denominació del municipi la forma oficial del topònim Callosa d'en Sarrià.
162. Vilallonga, oficialment Vilallonga / Villalonga, 17 de maig de 2013
Decret 60/2013, de 17 de maig, del Consell, pel qual s'aprova el canvi de denominació del municipi de Villalonga per la forma bilingüe  Vilallonga / Villalonga.
Publicat al Diari Oficial de la Generalitat Valenciana, DOCV, número 7.027, el 20 de maig de 2013.
163. Montroi, oficialment Montroi / Montroy, 25 d'octubre de 2013
Decret 164/2013, de 25 d'octubre, del Consell, pel qual s'aprova el canvi de denominació del municipi de Montroy per la forma bilingüe de Montroi / Montroy. [2013/10241].
Publicat al Diari Oficial de la Generalitat Valenciana, DOCV, número 7.140, el 28 d'octubre de 2013.
164. Potries, 11 d'abril de 2014
Decret 54/2014, d'11 d'abril de 2014, pel qual s'aprova el canvi de denominació del municipi de Potríes per la forma exclusiva en valencià de Potries. [2014/3334]
Publicat al Diari Oficial de la Generalitat Valenciana, DOCV, número 7.254, el 14 d'abril de 2014.
165. Xert, 4 de juliol de 2014
Decret 102/2014, de 4 de juliol de 2014, pel qual s'aprova el canvi de denominació del municipi de Chert/Xert per la forma exclusiva en valencià de Xert. [2014/6338]
Publicat al Diari Oficial de la Generalitat Valenciana, DOCV, número 7.311, el 7 de juliol de 2014. 
 

El 23 de novembre de 1992 mitjançant el Decret 197/1992 el municipi havia oficialitzat la forma bilingüe del topònim.
166. Vistabella del Maestrat, 1 d'agost de 2014
Decret 130/2014, d'1 d'agost de 2014, pel qual s'aprova el canvi de denominació del municipi de Vistabella del Maestrazgo per la forma exclusiva en valencià de Vistabella del Maestrat. [2014/7442]
Publicat al Diari Oficial de la Generalitat Valenciana, DOCV, número 7.331, el 4 d'agost de 2014.
167. l'Atzúbia, 19 de desembre de 2014
Decret 221/2014, de 19 de desembre de 2014, pel qual s'aprova el canvi de denominació del municipi d'Adzubia per la forma exclusiva en valencià de l'Atzúbia. [2014/11663]
Publicat al Diari Oficial de la Generalitat Valenciana, DOCV, número 7.348, el 22 de desembre de 2014.
168. les Alqueries, oficialment les Alqueries / Alquerías del Niño Perdido, 13 de febrer de 2015
Decret 18/2015, de 13 de febrer de 2015, pel qual s'aprova el canvi de denominació del municipi de Alquerías del Niño Perdido per la forma bilingüe, en valencià i en castellà, de les Alqueries/Alquerías del Niño Perdido. [2015/1294]
Publicat al Diari Oficial de la Generalitat Valenciana, DOCV, número 7.466, el 16 de febrer de 2015.
169. Benassal, 11 de maig de 2015
Decret 59/2015, d'11 de maig de 2015, pel qual s'aprova el canvi de denominació del municipi de Benasal per la forma exclusiva en valencià de Benassal. [2015/4241]
Publicat al Diari Oficial de la Generalitat Valenciana, DOCV, número 7.522, l'11 de maig de 2015.
170. Benissanó, 23 de març de 2016
Decret 31/2016, de 23 de març de 2016, pel qual s'aprova el canvi de denominació del municipi Benisanó per la forma exclusiva en valencià de Benissanó. [2016/2158]
Publicat al Diari Oficial de la Generalitat Valenciana, DOCV, número 7.751, l'1 d'abril de 2016.
171. Alboraia, oficialment Alboraia / Alboraya, 15 d'abril de 2016
Decret 39/2016, de 15 d'abril de 2016, pel qual s'aprova el canvi de denominació del municipi d'Alboraya per la forma bilingüe d'Alboraia/Alboraya. [2016/2590]
Publicat al Diari Oficial de la Generalitat Valenciana, DOCV, número 7.763, el 19 d'abril de 2016.
172. Llucena, oficialment Llucena / Lucena del Cid, 3 de juny de 2016
Decret 67/2016, de 3 de juny de 2016, pel qual s'aprova el canvi de denominació del municipi Lucena del Cid per la forma bilingüe Llucena/Lucena del Cid. [2016/4172]
Publicat al Diari Oficial de la Generalitat Valenciana, DOCV, número 7.799, el 7 de juny de 2016.
173. el Real de Gandia, 3 de juny de 2016
Decret 68/2016, de 3 de juny de 2016, pel qual s'aprova el canvi de denominació del municipi de Real de Gandía per la forma exclusiva en valencià el Real de Gandia. [2016/4174]
Publicat al Diari Oficial de la Generalitat Valenciana, DOCV, número 7.799, el 7 de juny de 2016.
174. Benissuera, 14 d'octubre de 2016
Decret 153/2016, de 14 d'octubre de 2016, pel qual s'aprova el canvi de denominació del municipi de Benisuera per la forma exclusiva en valencià de Benissuera. [2016/8190]
Publicat al Diari Oficial de la Generalitat Valenciana, DOGV, número 7.899, el 19 d'octubre de 2016.
175. Almassora, 9 de desembre de 2016
Decret 185/2016, de 9 de desembre de 2016, pel qual s'aprova el canvi de denominació del municipi Almassora/Almazora per la forma exclusiva en valencià d'Almassora. [2016/10365]
Publicat al Diari Oficial de la Generalitat Valenciana, DOGV, número 7.942, el 22 de desembre de 2016. 
 

El juliol del 1986, mitjançant el decret 94/186 el municipi havia aprovat la forma bilingüe del topònim.
176. València, 10 de febrer de 2017
Decret 16/2017, de 10 de febrer de 2017, pel qual s'aprova el canvi de denominació del municipi de Valencia per la forma exclusiva en valencià de València. [2017/1189].
Publicat al Diari Oficial de la Generalitat Valenciana, DOGV, número 7.979, el 14 de febrer de 2017.
177. Algímia d'Alfara, 4 de maig de 2018.
Decret 57/2018,de 4 de maig, del Consell, pel qual s'aprova el canvi de denominació del municipi d'Algimia de Alfara per la forma exclusiva en valencià Algímia d'Alfara. [2018/4590]
Publicat al Diari Oficial de la Generalitat Valenciana, DOGV, número 8.291, el 10 de maig de 2018.
178. Benlloc, 11 de maig de 2018
Decret 59/2018, d'11 de maig, del Consell, pel qual s'aprova el canvi de denominació del municipi de Benlloch per la forma exclusiva en valencià Benlloc. [2018/4845]
Publicat al Diari Oficial de la Generalitat Valenciana, DOGV, número 8.297, el 18 de maig de 2018.
179. Nàquera, oficialment Nàquera / Náquera, 3 d'agost de 2018
Decret 116/2018,de 3 d'agost, del Consell, pel qual s'aprova el canvi de denominació del municipi de Náquera per la forma bilingüe de Nàquera/Náquera. [2018/8126]
Publicat al Diari Oficial de la Generalitat Valenciana, DOGV, número 8.371, el 29 d'agost de 2018.
180. el Genovés, 14 de setembre de 2018
Decret 139/2018, de 14 de setembre, del Consell, d'aprovació del canvi de denominació del municipi de Genovés per la forma exclusiva en valencià el Genovés. [2018/8723].
Publicat al Diari Oficial de la Generalitat Valenciana, DOGV, número 8.388, el 21 de setembre de 2018.
181. Castelló de la Plana, 22 de març de 2019
Decret 40/2019, de 22 de març, del Consell, d'aprovació del canvi de denominació del municipi de Castelló de la Plana/Castellón de la Plana per la forma exclusiva en valencià Castelló de la Plana. [2019/2901]
Publicat al Diari Oficial de la Generalitat Valenciana, DOGV, número 8.512, el 23 de març de 2019.
 

El 19 de juliol de 1982, mitjançant aquest Decret, s'havia aprovat la denominació bilingüe del municipi, que actualment no és oficial.
182. Herbers, 4 de setembre de 2020
Decret 111/2020, de 4 de setembre, del Consell, d'aprovació del canvi de denominació del municipi d'Herbés per la forma exclusiva en valencià Herbers. [2020/7060]
Publicat al Diari Oficial de la Generalitat Valenciana, DOGV, número 8.900, el 8 de setembre de 2020.
183. Castelló, 4 de setembre de 2020
Decret 112/2020, DECRET 112/2020, de 4 de setembre, del Consell, d'aprovació del canvi de denominació del municipi de Villanueva de Castellón per la forma exclusiva en valencià Castelló. [2020/7061]
Publicat al Diari Oficial de la Generalitat Valenciana, DOGV, número 8.900, el 8 de setembre de 2020.
 

El 20 de setembre de 1982 s'havia canviat el topònim Villanueva de Castellón pel de Vilanova de Castelló; i el 28 d'agost de 1986 s'havia anul·lat aquest Decret per sentència de l'Audiència Territorial de València. El 18 de juliol de 1994, per Decret 137/1994, s'havia tornat a canviar, aquesta vegada per Castelló de la Ribera. Per sentència del Tribunal Superior de Justícia de la Comunitat Valenciana (TSJCV) l'1 d'octubre de 1998 s'havia anul·lat el canvi. Una sentència de cassació del Tribunal Suprem havia restablert la vigència del Decret 137/1994 el 20 de maig de 2004 i va retrotraure les actuacions del TSJCV. El 19 de juliol de 2005, altra sentència del TSJCV li havia tornat el nom de Villanueva de Castellón. Finalment, el 4 de setembre de 2020, s'aprovà el topònim Castelló.
184. Ròtova, de 27 de novembre de 2020
Decret 191/2020, de 27 de novembre, del Consell, d'aprovació del canvi de denominació del municipi de Rótova per la forma exclusiva en valencià Ròtova. [2020/10402]
Publicat al Diari Oficial de la Generalitat Valenciana, DOGV, número 8.966, el 3 de desembre de 2020.
185. la Vall de Gallinera, de 22 de gener de 2021
Decret 11/2021, de 22 de gener, del Consell, d'aprovació del canvi de denominació del municipi de Vall de Gallinera per la forma exclusiva en valencià la Vall de Gallinera. [2021/684]
Publicat al Diari Oficial de la Generalitat Valenciana, DOGV, número 9006, el 27 de gener de 2021.
186. l'Énova, de 19 de febrer de 2021
Decret 26/2021, de 19 de febrer, del Consell, d'aprovació del canvi de denominació del municipi de l'Ènova per la forma exclusiva en valencià l'Énova. [2021/1464]
Publicat al Diari Oficial de la Generalitat Valenciana, DOGV, número 9024, el 19 de febrer de 2021.

El 12 de juny de 1989 mitjançant el Decret 84/1989 el municipi havia adoptat el topònim oficial de l'Ènova.
187. Fageca, d'1 de març de 2021 
Decret 28/2021, de 19 de febrer, del Consell, d'aprovació del canvi de denominació del municipi de Facheca per la forma exclusiva en valencià Fageca. [2021/684]
Publicat al Diari Oficial de la Generalitat Valenciana, DOGV, número 9030bis, l'1 de març de 2021.
188. Alcosser
Decret 115/2021, de 10 de setembre, del Consell, d'aprovació del canvi de denominació del municipi d’Alcocer de Planes per la forma exclusiva en valencià «Alcosser». [2021/9259]
Publicat al Diari Oficial de la Generalitat Valenciana, DOGV, número 9.175, el 16 de setembre de 2021.
189. Beniardà
Decret 26/2022, d’11 de març, del Consell, d'aprovació del canvi de denominació del municipi de Beniardá per Beniardà. [2022/2430]
Publicat al Diari Oficial de la Generalitat Valenciana, DOGV, número 9.306, el 25 de març de 2022.
190. Algar de Palància
Decret 35/2023, de 24 de març, del Consell, pel qual s'aprova el canvi de denominació del municipi d’Algar de Palancia per la forma exclusiva en valencià Algar de Palància. [2023/3254]
Publicat al Diari Oficial de la Generalitat Valenciana, DOGV, número 9.563 del 28 de març de 2023.
191. Novetlè
Decret 42/2023, de 31 de març, del Consell, pel qual s'aprova el canvi de denominació del municipi de Novetlè/Novelé per la forma exclusiva en valencià Novetlè. [2023/3584]
Publicat al Diari Oficial de la Generalitat Valenciana, DOGV, número 9.568 del 4 d'abril de 2023.
 

El 15 de novembre de 1988 mitjançant el Decret 176/1988 el municipi havia adoptat la denominació bilingüe del municipi Novetlè/Novelé.
192. Alfarb
Decret 77/2023, de 26 de maig, del Consell, pel qual s'aprova el canvi de denominació del municipi d’Alfarp, per Alfarb. [2023/5898]
Publicat al Diari Oficial de la Generalitat Valenciana, DOGV, número 9.606 del 30 de maig de 2023.
193. la Vila Joiosa, aprovada pel Ple de l'Ajuntament el 17 de setembre de 2020 i pendent d'aprovació.
194. Montcada, incorporarà l'oficialitat del topònim en valencià, segons el que ha aprovat l'Ajuntament el setembre de 2023.

## Decrets d'alteració del nom d'altres nuclis de població
1. Alcossebre del municipi d'Alcalà de Xivert, el 5 de novembre de 1996
Decret 205/1996, de 5 de novembre, del Govern Valencià, pel qual s'aprova el canvi de denominació del municipi d'Alcalá de Chivert per la forma en valencià d'Alcalà de Xivert, i canvi dels topònims Cap i Corp per Capicorb, i Alcocebre per Alcossebre.
Publicat al Diari Oficial de la Generalitat Valenciana, DOGV, número 2.880, el 29 de novembre de 1996.
2. Capicorb del municipi d'Alcalà de Xivert, el 5 de novembre de 1996
Decret 205/1996, de 5 de novembre, del Govern Valencià, pel qual s'aprova el canvi de denominació del municipi d'Alcalá de Chivert per la forma en valencià d'Alcalà de Xivert, i canvi dels topònims Cap i Corp per Capicorb, i Alcocebre per Alcossebre.
Publicat al Diari Oficial de la Generalitat Valenciana, DOGV, número 2.880, el 29 de novembre de 1996.
3. Mareny de Barraquetes del municipi de Sueca, 19 de setembre de 2008
Decret 137/2008, de 19 de setembre, del Consell, pel qual s'aprova el canvi de denominació de l'entitat local menor el Mareny per la forma exclusiva en valencià de Mareny de Barraquetes. [2008/10937]
Publicat al Diari Oficial de la Generalitat Valenciana, DOCV, número 5.855, el 23 de setembre de 2008. 
 

Correcció d'errades del decret 137/2008, de 19 de setembre, del Consell, pel qual s'aprova el canvi de denominació de l'entitat local menor el Mareny per la forma exclusiva en valencià de Mareny de Barraquetes. [2008/12123]
On diu: «El Ple de l'Acadèmia Valenciana de la Llengua, en sessió de 23 de maig de 2008, va adoptar acord en què informava favorablement el canvi de denominació proposat»;
Ha de dir: «El Ple de l'Acadèmia Valenciana de la Llengua, en sessió de 23 de maig de 2008, va adoptar acord en què informava el canvi de denominació proposat».

## Decrets d'alteració del nom dels municipis en castellà
Els municipis següents han modificat el seu nom oficial, però mantenint-lo en castellà, perquè pertanyen a la zona de predomini lingüístic castellà del País Valencià.
1. el Pilar de la Foradada, oficialment Pilar de la Horadada, 30 de juliol de 1986
Decret 100/1986, de 30 de juliol, del Consell de la Generalitat Valenciana, pel qual es segrega una part del terme municipal d'Oriola (Alacant), per tal de constituir un municipi independent amb la denominació de Pilar de la Horadada.
Publicat al Diari Oficial de la Generalitat Valenciana, DOGV, número 429, el 17 de setembre de 1986.
2. Aras de los Olmos, 26 de juliol de 2001
Decret 135/2001, de 26 de juliol, del Govern Valencià, pel qual s'aprova el canvi de denominació del municipi d'Aras de Alpuente per Aras de los Olmos. [2001/X7724]
Publicat al Diari Oficial de la Generalitat Valenciana, DOGV, número 4.058, el 6 d'agost de 2001.

## Nota
Des del 19 de maig de 1978 fins a l'1 de juliol de 1982 el Consell del País Valencià publica el Butlletí Oficial del Consell del País Valencià, BOCPV, que a partir del número 23 del 2 de juny de 1980, en plena batalla de València, s'edita amb una normativa ortogràfica divergent i s'anomena Bolletí Oficial del Conséll del País Valencià. A partir de l'aprovació de l'Estatut d'Autonomia s'edita com a Diari Oficial de la Generalitat Valenciana, DOGV, una denominació recollida en el capítol IV, article 17.4 del text estatutari, el primer número del qual, del 15 de juliol de 1982, amb la nova denominació, inclou la publicació del text de l'estatut. A partir del desembre de 2006, el DOGV, passa a ser el Diari Oficial de la Comunitat Valenciana, DOCV, que recupera el nom de Diari Oficial de la Generalitat Valenciana, DOGV, el 7 d'octubre de 2016.